# Seattle
Seattle (uitspraakⓘ [siːˈætɫ̩]) is de grootste stad van de Amerikaanse staat Washington met in juni 2018 naar schatting 744.955 inwoners. De gehele agglomeratie van Groot-Seattle telde rond diezelfde tijd ongeveer 3.579.550 ingezetenen. Het is qua inwoners de 22e stad en de 15e agglomeratie van de Verenigde Staten. Seattle heeft een oppervlakte van 237,2 km², waarvan ongeveer 3,5 procent water is.
Seattle is gelegen op een landengte en grenst in het westen aan de Puget Sound en de Elliott Bay en in het oosten aan het Washingtonmeer. Deze wateren worden verbonden door het Lake Washington Ship Canal, dat net ten noorden van het centrum ligt. De plaats ligt hemelsbreed 155 kilometer ten zuiden van de grens met Canada. De locatie wordt meer dan 4000 jaar bewoond en is vernoemd naar het indianenopperhoofd Seattle. De eerste Europeaan die de plek bezocht waar Seattle ligt, was George Vancouver in 1792. De Denny Party stichtte de stad in 1852.
De haven van Seattle is de op zeven na grootste haven van de Verenigde Staten en de hoofdkantoren van onder andere Amazon.com en Starbucks staan in Seattle. In de nabijheid staan de hoofdkantoren van Microsoft en Nintendo America. De Wereldtentoonstelling van 1962 en de Goodwill Games van 1990 werden er gehouden. Tijdens deze wereldtentoonstelling werd de beroemde Space Needle geopend.
De inwoners van Seattle worden Seattleites genoemd en een veel gebruikte afkorting voor de stad is SEA.

## Geschiedenis

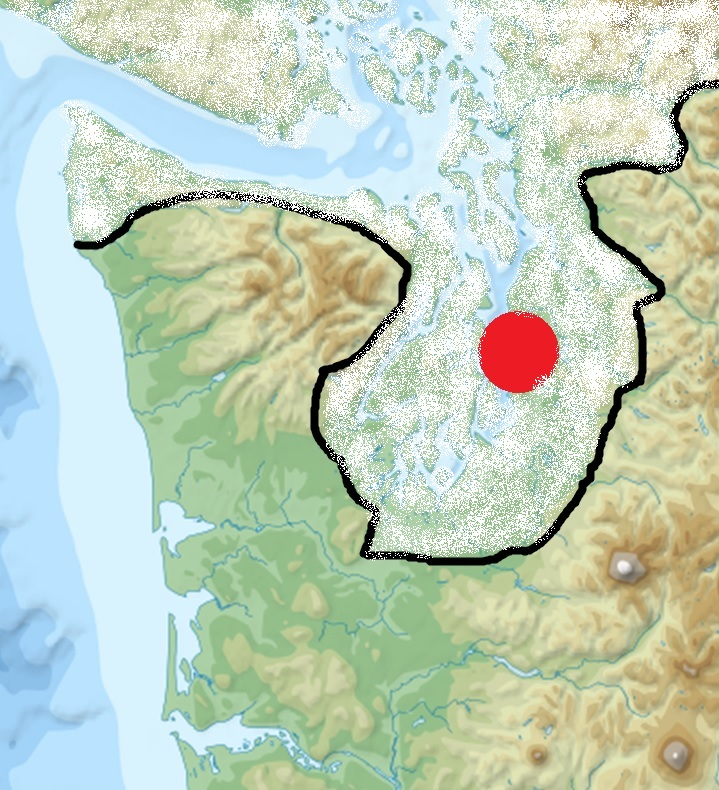
Seattle was tijdens de laatste ijstijd
(~ 11.000 jaar geleden) bedekt met landijs

Het grondgebied van Seattle is minstens 4000 jaar bewoond. Voordat de kolonisten in deze streek kwamen, verbleven er indianen. De grootste stam was de Duwamish, waarvan bijna 15 nederzettingen zijn gevonden. In enkele daarvan zijn restanten van langhuizen ontdekt. Ook stonden er gebouwen waarin potlatches werden gehouden. In 1792 bereikten de eerste Europeanen de locatie van Seattle als halte op de expeditie van George Vancouver van 4,5 jaar. Hij meerde zijn schip in de buurt aan en stuurde Peter Puget en Joseph Widbey op verkenning uit. Geografische elementen in en rond Seattle zijn naar hen vernoemd, onder meer de Puget Sound. George Vancouver zocht naar een scheepsroute van de Grote Oceaan naar de Atlantische Oceaan, zodat hij zijn expeditie vervolgde.

### Stichting
Seattle is officieel op 15 februari 1852 gesticht door de Denny Party. Sommige leden daarvan kwamen uit Cherry Grove in Ohio en waren via de Oregon Trail naar de westkust getrokken. De Denny Party besloot verder te trekken en kwam met een schoener op 13 november 1851 aan bij Alki Point. Een paar families van de Denny Party van 24 personen zochten een plaats die beter met schepen te bereiken was. Zij stichtten op 15 februari 1852 het huidige Seattle. De achterblijvers kregen het steeds moeilijker en velen van hen vertrokken later ook naar Seattle. In de zomer van 1852 werd de nederzetting op suggestie van David Maynard "Seattle" gedoopt. Chief Seattle was het opperhoofd van een indianenstam en was bevriend met Maynard. Het jaar daarop richtte Henry Yesler de eerste houtzagerij van Seattle op, tevens de eerste fabriek van de stad.
In 1854 liepen de spanningen tussen de indianen en de blanken op na meerdere moorden. De indianen kregen vaak zonder bewijs de schuld. In 1855 ondertekenden Seattle en een aantal indianenstammen een verdrag dat ervoor zou zorgen dat de indianen naar reservaten zouden gaan. Desondanks liepen de spanningen op en op de ochtend van 26 januari 1856 vielen de indianen Seattle binnen. Als voorzorgsmaatregel was er al een oorlogsschip naar de haven van Seattle gevaren, dat op deze dag kanonschoten loste richting de indianen. De indianen verloren uiteindelijk de "Battle of Seattle", die onderdeel was van de Yakimaoorlog.

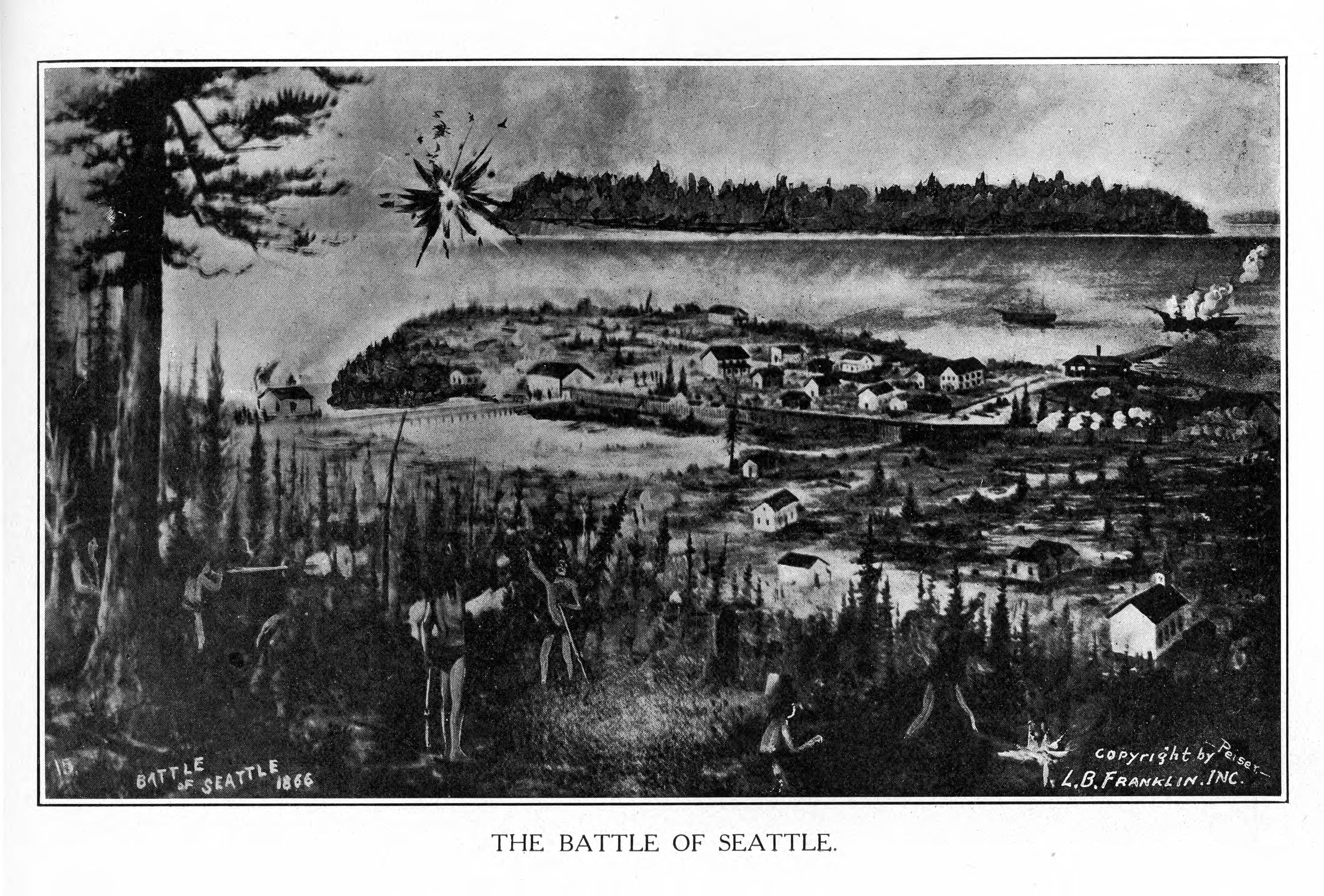
Tekening van de "Battle of Seattle"

### Groeiperiode
Na de stichting groeide de bevolking van Seattle snel en de stad kreeg steeds meer faciliteiten. In 1861 werd de Universiteit van Washington gesticht. Vier jaar later, in 1865, werd Seattle officieel als een town erkend, waardoor de stad haar eigen bestuur kreeg. Veel burgers waren niet tevreden met het bestuur en tekenden een petitie tegen het bestuur, waardoor in 1867 de staat Washington besloot om Seattle de titel town te ontnemen. De plaats werd twee jaar later echter weer een town, maar met een ander bestuursapparaat.
In Seattle kwamen steeds meer branden en in 1889 brandde bijna het gehele zakendistrict af. De volgende jaren nam de bevolking sterk toe, wat tot economische groei leidde. Vanuit het hele land vertrok men naar Seattle op zoek naar werk. Deze stroom stopte in 1893 toen de Grote Depressie de stad trof. Veel banken en bedrijven gingen failliet en andere maakten grote verliezen, maar na vier jaar maakte de goudkoorts van Klondike een einde aan de crisis. Vanuit het hele land kwam men weer naar Seattle, op doortocht naar Klondike en later Alaska.

### Oorlogen
Op 30 mei 1915 werd er in de haven van Seattle 622 ton munitie tot ontploffing gebracht. De munitie was bedoeld om tijdens de Eerste Wereldoorlog tegen Duitsland te gebruiken, maar Duitse spionnen ontdekten dit. De aanslag zorgde voor veel schade. Een jaar later richtte William Edward Boeing het vliegtuigbedrijf Boeing op. In oktober 1918 brak de Spaanse griep in Seattle uit, waardoor vele openbare voorzieningen werden gesloten. Ook waren bijeenkomsten verboden. Een maand na het uitbreken van de Spaanse griep eindigde de Eerste Wereldoorlog zodat vele bewoners de straat opgingen om dat te vieren. Doordat vele mensen zonder maskers feestvierden, raakten steeds meer mensen besmet met de Spaanse griep.
In 1919 werd er in Seattle een algemene staking gehouden. Deze kwam voort uit een staking van de havenarbeiders, waaraan 35.000 mensen meededen. Aan de algemene staking, die vijf dagen duurde, deden 65.000 mensen mee. Na een jaar trof de Grote Depressie van 1929 ook Seattle. Tijdens de economische crisisjaren nam de export sterk af en ook andere sectoren werden hard geraakt. Velen werden werkloos en de overheid bood werkverschaffing. Uiteindelijk eindigde de crisis tussen 1939 en 1940, toen door het uitbreken van de Tweede Wereldoorlog onder andere Boeing veel personeel zocht. Ook het einde van de Tweede Wereldoorlog werd groots gevierd, maar had grote economische gevolgen. Zo ontsloeg Boeing veel werknemers, omdat de vraag naar bommenwerpers sterk was gedaald.

### Na de oorlogen
In 1949 werd Seattle getroffen door een zware aardbeving met een kracht van 7,1 op de schaal van Richter. Dit was de zwaarste aardbeving sinds de stichting van Seattle. Er vielen in Seattle acht doden. In 1962 werd de wereldtentoonstelling onder de naam Century 21 Exposition in Seattle georganiseerd. Voor deze wereldtentoonstelling werden de Space Needle en een monorail gebouwd.
In 1970 en 1971 ontsloeg Boeing meer dan de helft van zijn personeel. Deze gebeurtenis wordt de "Boeing Bust" genoemd. Meer dan 50.000 medewerkers werden ontslagen. De reden was dat Boeing veel geld had geïnvesteerd in een supersonisch vliegtuig, dat uiteindelijk onverwachts niet werd gefinancierd door de Amerikaanse federale overheid. Na 1975 stabiliseerde het werkloosheidspercentage. In datzelfde jaar werd het softwarebedrijf Microsoft opgericht in Albuquerque. Drie jaar later verhuisde het hoofdkantoor naar het bij Seattle gelegen Bellevue. Microsoft groeide flink en heeft nu meer dan 60.000 werknemers, waarvan een groot deel uit Seattle. In 1986 verhuisde Microsoft naar de Microsoft Redmond Campus waar het nog steeds zit.
Eind 1999 was er in Seattle een ministerstop van de Wereldhandelsorganisatie, maar deze werd overschaduwd door grootschalige protesten. Er waren rond de 50.000 activisten aanwezig. Een paar dagen na de protesten kondigde de Wereldhandelsorganisatie aan dat de ministerstop zou worden gehouden in Doha. In 2001 werd Seattle getroffen door een aardbeving met een kracht van 6,8 op de schaal van Richter. Er vielen geen doden, wel was er voor ongeveer 500 miljoen dollar aan schade.

## Geografie
Seattle ligt in het noordwesten van de Verenigde Staten in de staat Washington, tussen Portland en de Canadese stad Vancouver. De stad vormt een landengte tussen de Puget Sound en Lake Washington. De Elliott Bay, een baai die onderdeel is van de Puget Sound, staat verbonden met de Grote Oceaan en vormt een natuurlijke haven. Ook Lake Washington is verbonden met de Grote Oceaan door het Lake Washington Ship Canal, dat werd gegraven tussen 1911 en 1934. Seattle ligt in een heuvelachtig gebied. Het hoogste punt van Seattle is 158 meter hoog en ligt bij twee watertorens aan de Southwest Myrtle Street in het stadsdistrict Southwest. Het op een na hoogste punt van de stad is Bitter Lake met een hoogte van 150 meter en het op twee na hoogste punt van Seattle is Queen Anne met een hoogte van 139 meter. De steilst lopende weg in de stad is de East Roy Street met een maximaal stijgingspercentage van 28 procent tussen de kruisingen met de 25th Avenue North en de 26th Avenue North.
De totale oppervlakte van Seattle is 237,3 km², waarvan 8,0 km² uit water bestaat. Hiervan is 3,35 km² onderdeel van Lake Union en Green Lake. Door Seattle stroomt één belangrijke rivier, de Duwamish, die in de Cascade Range ontspringt. Aan deze rivier bevindt zich tevens de haven van Seattle.

### Bestuurlijke indeling

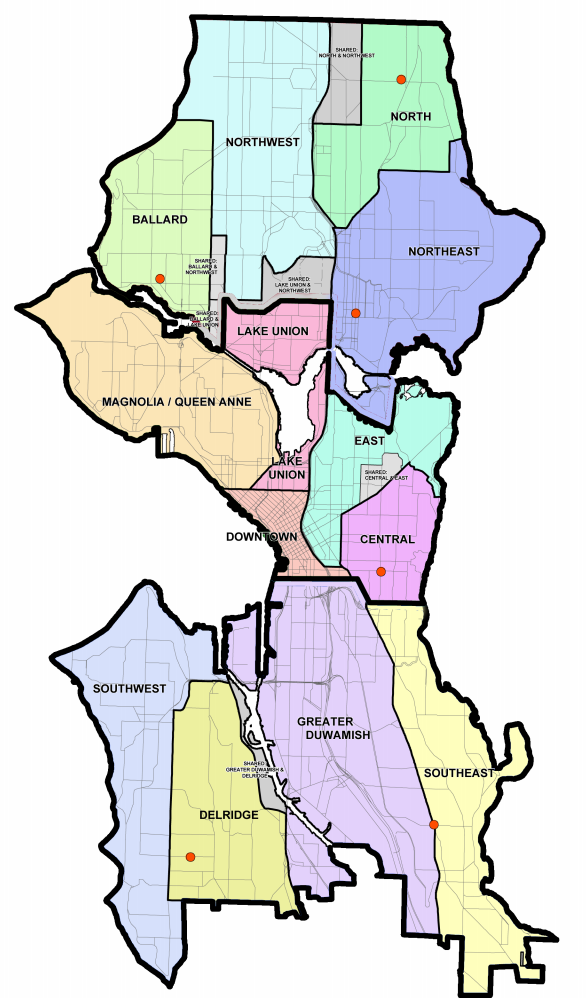
De 13 stadsdistricten van Seattle

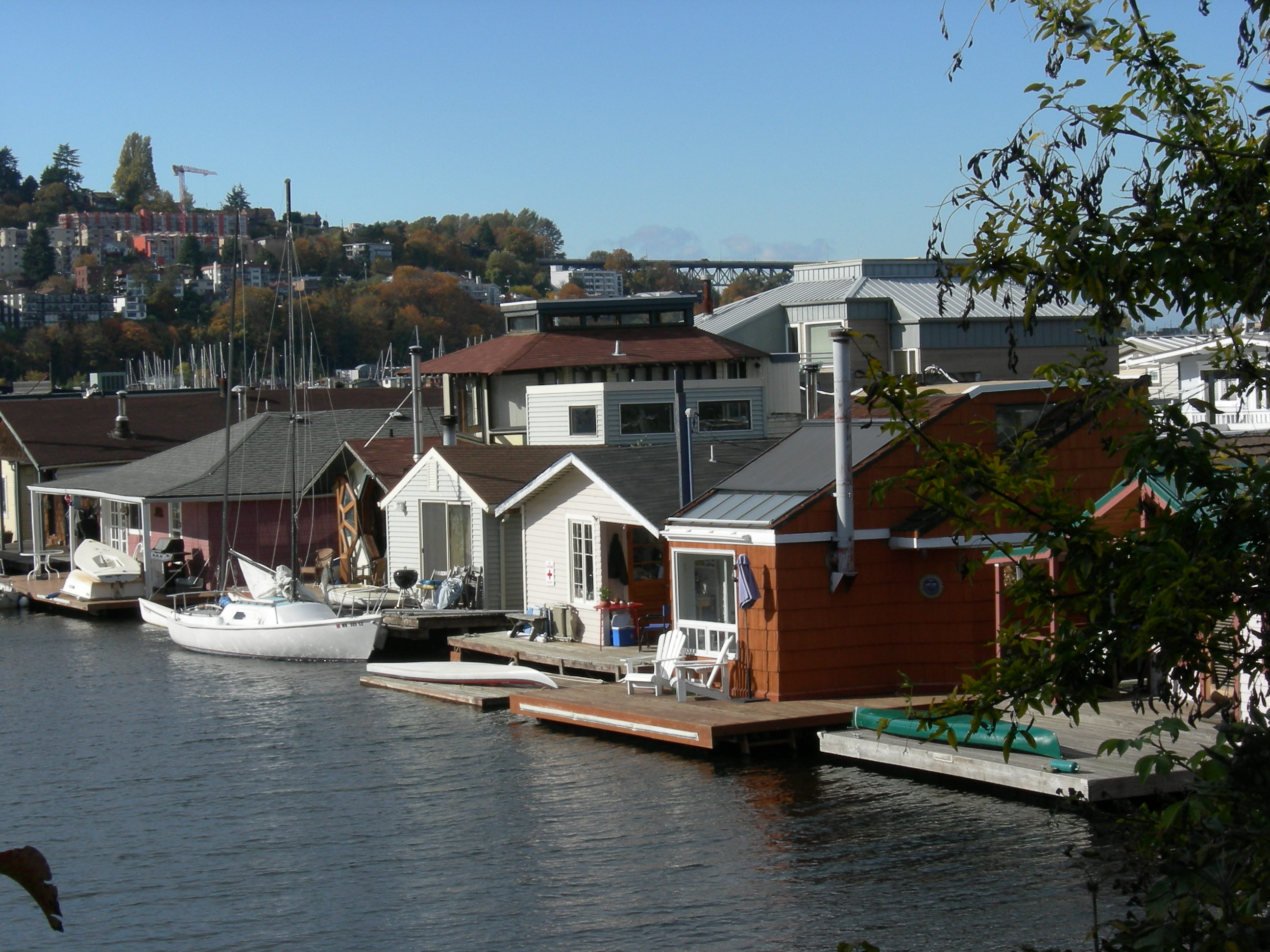
Woonboten in Lake Union

Seattle is administratief onderverdeeld in drie regio's, die uit totaal dertien stadsdistricten bestaan. Elk stadsdistrict bestaat uit meerdere wijken. De stadsdistricten werden in 1987 door de gemeenteraad opgericht om de inwoners meer bij de stadspolitiek te betrekken. Elk stadsdistrict kreeg daarvoor een eigen bestuur.
In de onderstaande tabel staan alle stadsdistricten met hun inwonertal in 2010.
| Naam                | Inwonertal |
| ------------------- | ---------- |
| Ballard             | 43.935     |
| Central             | 29.868     |
| Delridge            | 34.904     |
| Downtown            | 18.004     |
| East                | 50.083     |
| Greater Duwamish    | 44.984     |
| Lake Union          | 45.166     |
| Magnolia/Queen Anne | 57.643     |
| North               | 41.442     |
| Northeast           | 77.198     |
| Northwest           | 70.821     |
| Southeast           | 46.640     |
| Southwest           | 48.008     |

North Region
Northwest ligt ver van het centrum en is relatief rustig. Er staan voornamelijk houten vrijstaande huizen en in de wijk is veel plaats voor natuur. De huizen zijn relatief normaal geprijsd vergeleken met Seattle met als uitzondering het westen van Broadview, omdat vanuit deze plek een uitzicht is op de Puget Sound en de Olympic Mountains. Door Northwest gaan meerdere belangrijke wegen met daarlangs grote winkels en hypermarkten. Het stadsdistrict kent weinig restaurants of nachtleven. Northwest bestaat uit de wijken Broadview, Bitter Lake, Green Lake, Greenwood, Haller Lake, Licton Springs, Phinney.
North is rustig en heeft veel groen. De huizen zijn relatief normaal geprijsd vergeleken met de rest van Seattle, maar vooral aan de kust in het oosten staan duurdere huizen, die een uitzicht bieden over Pontiac Bay. In de wijk zelf zijn weinig winkels en andere voorzieningen, maar aan de rand van het stadsdistrict ligt het commerciële centrum, genaamd Northgate. Hier staat onder andere een grote mall. In North bevinden zich de wijken Cedar Park, Jackson Park, Lake City, Mapple Leaf, Meadowbrook, North Matthews Beach, Northgate, Olympic Hills, Pinehurst en Victory Heights.
Ballard was vroeger een rustig Noors vissersdorpje, maar is nu een populair stadsdistrict in Seattle. Ballard heeft meerdere rustige woonwijken met vrijstaande huizen, die uitzicht bieden over de Puget Sound. Het stadsdistrict heeft in het zuidoosten ook zijn eigen centrum. Dit centrum is ouder dan de rest van de wijk en heeft ook een kleine haven voor jachten en kleine schepen. Ook in het westen van Ballard ligt een haven, maar deze is uitsluiten voor jachten. Het stadsdistrict bestaat uit de wijken Blue Ridge, Central Ballard, Crown Hill, East Ballard, Loyal Heights, North Beach, Olympic Manor, Seaview, Shilshole Liveaboard Community, Sunset Hill en Whittier Heights.
Northeast heeft veel groen en is een erg jong stadsdistrict. Dit komt grotendeels door het feit dat in Northeast de Universiteit van Washington ligt. Ongeveer 35 procent van de inwoners van het stadsdistrict is tussen de 18 en 29 jaar oud. Door de universiteit wonen er ook veel hoogleraren in Northeast. Ravenna Boulevard wordt ook vaak "Professors' Row" genoemd, omdat er veel hoogleraren aan wonen. Norhteast omvat de wijken Belvedere Terrace, Hawthorne Hills, Inverness, Inverness Park, Laurelhurst, Magnuson Park, Matthews Beach, Ravenna-Bryant, Roosevelt, University, University Park, View Ridge, Wedgwood, Windermere en Windermere North.
Central Region
Magnolia/Queen Anne is een populair stadsdistrict en is tevens een stadsdistrict met veel dure huizen. De wijken Magnolia en Queen Anne worden gescheiden door Interbay. Dit is een wijk met veel industrie en heeft ook een haven. Ook loopt door Interbay een grote spoorweg. Ten oosten van Interbay tegen het centrum aan ligt Queen Anne. Queen Anne heeft een soort overgangszone tussen de villawijk en het naastegelegen stadsdistrict Downtown. In plaats van vrijstaande huizen staan hier vooral appartementen en commerciële gebouwen. Ook staat in deze overgangszone de beroemde Space Needle. Magnolia/Queen Anne bestaat uit de wijken Interbay, Magnolia en Queen Anne.
Lake Union is verdeeld in twee delen, die worden gescheiden door het meer Lake Union. Het deel ten noorden van het meer is een populair gebied en biedt uitzicht over het centrum van Seattle. Vooral in de wijk Fremont zijn veel restaurants en heeft veel nachtleven. Ten oosten van Fremont in de wijk Wallingford zijn vooral vrijstaande woningen met veel groen. Het deel ten zuiden van het meer is minder populair. In de wijk South Lake Union zijn vooral veel grote appartementen en kantoren. Deze wijk ligt tegen het centrum van Seattle aan en werd niet lang na de stichting van Seattle gebouwd. Ten noordoosten van South Lake Union ligt de wijk Eastlake. Deze wijk omvat vooral kleinere appartementen, maar ook meer dan honderd woonboten. Lake Union omvat de wijken Eastlake, Fremont, South Lake Union en Wallingford.
East is een gevarieerd stadsdistrict. In het noordoosten van East staan vooral dure huizen met veel groen, maar in het zuidwesten van East staan vooral kleinere appartementen afgewisseld met vrijstaande huizen. Dit deel van het stadsdistrict ligt tegen het centrum van Seattle en bevat vergeleken met de rest van Seattle ook relatief goedkope woningen. East omvat de wijken First Hill, Capitol Hill en Pike/Pine.
Downtown is het drukke centrum van Seattle. Hier staan wolkenkrabbers en hier is ook het zakelijke hart van Seattle. In Downtown is ook een Chinatown aanwezig en ongeveer 40 procent van zijn inwoners is niet blank. Het stadsdistrict kent veel restaurants en nachtleven en heeft vergeleken met de rest van Seattle zowel goedkope als dure woningen. Downtown bestaat uit de wijken Belltown, Chinatown/International District, Commercial Core, Denny Triangle en Pioneer Square.
Central ligt ten oosten van Downtown en er zijn voornamelijk houten vrijstaande huizen. In het noordoosten van het stadsdistrict staan relatief dure huizen en is veel groen, maar dichter bij het centrum in het westen zijn de huizen met de rest van de stad vergeleken relatief goedkoop en is er een stuk minder groen. Ook is er in het westen veel meer nachtleven en zijn er veel meer restaurants dan in het oosten. In Central is 40 procent van de inwoners niet blank. Central omvat de wijken 12th Avenue Neighborhood, 23rd & Jackson Business District, Colman, Jackson Place, Jackson Street Corridor Business District, Leschi, Madison Valley, Madrona, Squire Park en Union Street Business District.
South Region
Southwest is ontstaan uit het kleine dorpje Admiral. Dit voormalige dorp ligt nu in het noorden van Southwest. Het stadsdistrict heeft dicht bij de kust dure huizen en veel groen, maar uit de buurt van de kust staan vooral met de rest van Seattle vergeleken relatief normaal geprijsde huizen en is er minder groen te vinden. Dwars door Southwest lopen een paar belangrijke wegen met daaraan veel commerciële gebouwen en appartementencomplexen. Het stadsdistrict bestaat uit de wijken Admiral, Alki, Fairmount, Fauntleroy, Genesee-Schmitz, Morgan Junction en West Seattle Junction.
Delridge heeft vergeleken met de rest van Seattle redelijk goedkope huizen en weinig groen. Het stadsdistrict heeft een 40 procent niet blanke bevolking en ligt ten westen van de haven van Seattle. In Delridge staan voornamelijk kleinere vrijstaande houten huizen. Het stadsdistrict omvat de wijken Cottage Grove, High Point, Highland Park, Pigeon Point, Puget Ridge, South Delridge Triangle/White Center, Sunrise Heights, Westwood en Yongstown.
Greater Duwamish bestaat voor ongeveer de helft uit de haven van Seattle. Dit was in 2012 de op zeven na grootste haven van de Verenigde Staten en de op 72 na grootste haven van de wereld. Naast een haven heeft Greater Duwamish ook het stadion van Seattle Mariners, Seattle Sounders FC en de Seattle Seahawks en ook een deel van het Boeing Field. De woonhuizen in het stadsdistrict hebben over het algemeen met de rest van Seattle vergeleken een relatief normale prijs. Ongeveer 70 procent van alle bewoners is niet blank. Greater Duwamish bestaat uit de wijken Georgetown, North Beacon Hill, SODO, South Beacon Hill en South Park.
Southeast is een redelijk groen stadsdistrict met vooral vrijstaande huizen. In het oosten aan de kust staan erg dure huizen, maar een paar straten verder staan vergeleken met de rest van Seattle relatief goedkope huizen. In Southeast is ongeveer 70 procent van de bevolking niet blank. Het grootste park van het stadsdistrict is het Seward Park. Dit park is tevens een schiereiland. Southeast omvat de wijken Brighton, Columbia City, Dunlap, Genesee, Hillman City, Lakewood, Mt Baker, New Holly, North Rainier, Othello, Pritchard Beach, Rainier Beach en Rainier Vista.

### Parken
In Seattle zijn meer dan 400 parken, die een totale oppervlakte hebben van meer dan 25 km². Het grootste park van Seattle is het Discovery Park met een oppervlakte van bijna 2,1 km². Lakeview Place is het kleinste park van de stad en heeft een oppervlakte van 16 m². Het oudste park van Seattle is het Denny Park, dat is opgericht in 1884. Drie jaar na de opening van dit park in 1887 werd het "Board of Park Commissioners" opgericht. Enkele parken bekend om hun uitzicht op het centrum, zijn Kerry Park, Jose P. Rizal Park en Gas Works Park.

### Klimaat

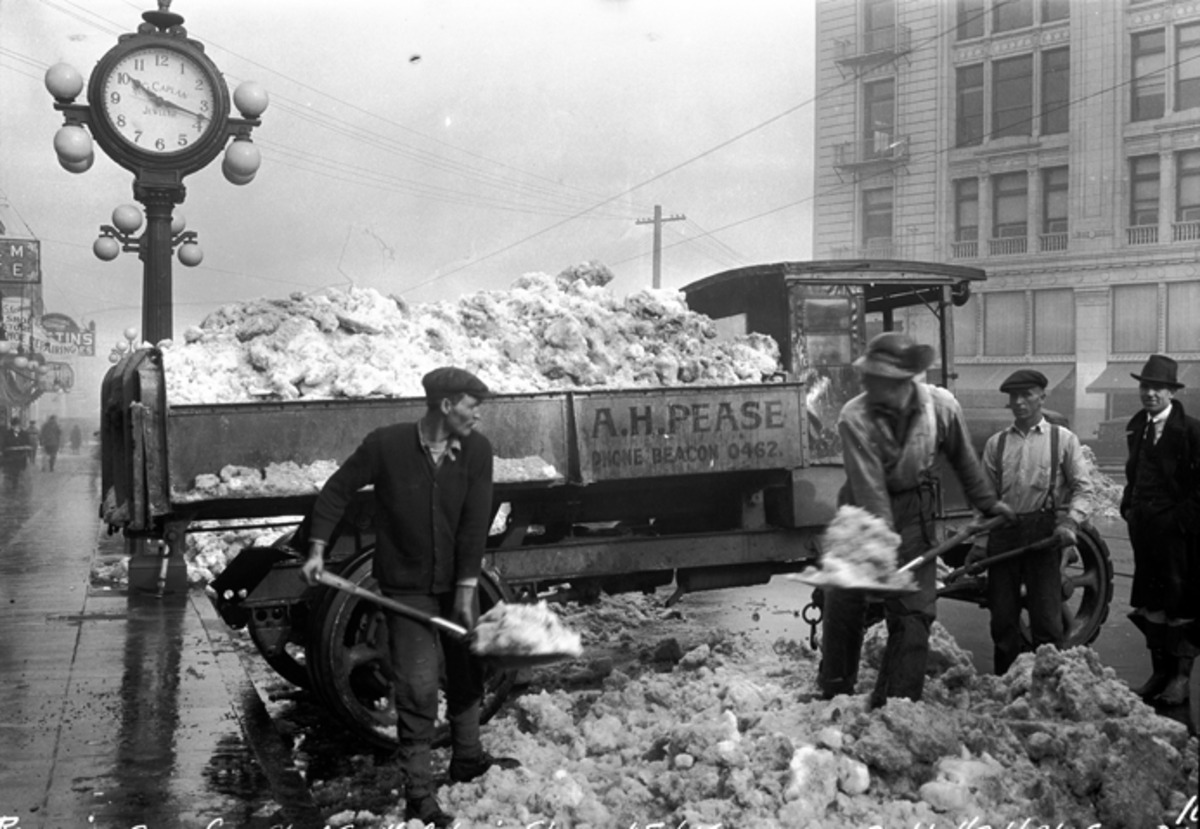
Sneeuwscheppers in de winter van 1923

Seattle heeft volgens de klimaatclassificatie van Köppen een mediterraan klimaat dat wordt beïnvloed door de zee. Dat betekent dat er warme zomers en milde winter zijn en dat de meeste neerslag in de winter valt. De koudste maand is januari met een gemiddelde temperatuur van 5,2 °C en de warmste maand is augustus met een gemiddelde temperatuur van 18,5 °C. December is met een gemiddelde neerslag van 138 mm de natste maand.
De winters in Seattle zijn zacht met gemiddelde temperaturen van 5 à 8 °C. De wind komt in dit seizoen meestal uit het zuidwesten. Er valt in de winter aanzienlijk meer neerslag dan in de zomer met in december en januari 19 regendagen per maand. De meeste winters vriest het, maar er valt bijna nooit veel sneeuw. In sommige winters bevriest Lake Union, maar grote meren als Lake Washington zijn sinds mensenheugenis nog nooit bevroren. De laagste temperatuur ooit gemeten is −18 °C op 31 januari 1950.
De zomers in Seattle zijn met gemiddelde temperaturen van 16-19 °C veel warmer dan de winters. De wind komt in dit seizoen meestal uit het noordwesten. In de zomer is er minder bewolking en neerslag dan in de winter. De hoogste temperatuur ooit gemeten in Seattle is 39 °C op 29 juli 2009.
In Seattle valt per jaar gemiddeld 866 mm neerslag. De natste maand is december en de droogste maand is juli. Het jaar met de meeste regenval ooit gemeten in Seattle was 1950 met een regenval van 1401 mm. De natste dag ooit gemeten was 20 oktober 2003 met een neerslag van 128 mm.
| Maand                          | jan  | feb  | mrt  | apr  | mei  | jun  | jul  | aug  | sep  | okt  | nov  | dec  | Jaar |
| ------------------------------ | ---- | ---- | ---- | ---- | ---- | ---- | ---- | ---- | ---- | ---- | ---- | ---- | ---- |
| Hoogste maximum (°C)           | 18   | 21   | 24   | 29   | 34   | 36   | 39   | 37   | 37   | 32   | 23   | 18   | 39   |
| Gemiddeld maximum (°C)         | 7,8  | 10,3 | 12,1 | 14,5 | 17,9 | 20,9 | 23,4 | 23,4 | 16,0 | 11,9 | 7,9  | 5,3  | 14,3 |
| Gemiddelde temperatuur (°C)    | 5,2  | 6,8  | 8,1  | 10,2 | 13,4 | 16,3 | 18,5 | 18,7 | 16,0 | 11,9 | 7,9  | 5,3  | 11,6 |
| Gemiddeld minimum (°C)         | 2,4  | 3,3  | 4,2  | 5,9  | 8,8  | 11,8 | 13,6 | 14,0 | 11,6 | 8,3  | 5,0  | 2,8  | 7,7  |
| Laagste minimum (°C)           | −18  | −17  | −12  | −2   | −2   | 3    | 6    | 7    | 2    | −2   | −14  | −14  | −18  |
|                                |      |      |      |      |      |      |      |      |      |      |      |      |      |
| Neerslag (mm)                  | 132  | 99   | 84   | 50   | 40   | 36   | 16   | 19   | 42   | 83   | 127  | 138  | 866  |
| Zonuren (uur/dag)              | 2,4  | 3,5  | 5,0  | 6,5  | 8,0  | 7,8  | 9,8  | 8,0  | 6,6  | 3,9  | 2,6  | 2,0  | 5,5  |
| Regendagen (dag)               | 19   | 15   | 16   | 13   | 11   | 9    | 5    | 6    | 8    | 14   | 17   | 19   | 152  |
| Watertemperatuur (°C)          | 7,5  | 7,4  | 7,6  | 7,5  | 8,0  | 8,6  | 10,5 | 11,9 | 11,8 | 10,5 | 9,1  | 8,1  | 9,1  |
| Relatieve luchtvochtigheid (%) | 81,6 | 78,7 | 75,3 | 73,3 | 81,4 | 67,3 | 69,7 | 71,6 | 74,4 | 82,4 | 81,1 | 79,8 | 76,4 |
| Bron:                          |      |      |      |      |      |      |      |      |      |      |      |      |      |

### Milieu
Het gemeentebestuur van Seattle probeert zijn ecologische voetafdruk te verkleinen en zijn uitstoot te verminderen. Zo heeft het elektriciteitsbedrijf van Seattle, City Light, in 2005 een contract gesloten met een bedrijf dat emissierechten verkoopt, voor meer dan 300.000 ton aan CO2-equivalenten, waardoor het bedrijf een neutrale uitstoot heeft. De uitstoot van broeikasgassen in Seattle was in 2008 7 procent lager dan in 1990 en de ecologische voetafdruk is vergeleken met dat jaar 20 procent kleiner. Van de uitstoot van broeikasgassen komt ongeveer 40 procent van auto's en vrachtauto's. Om die te verminderen, investeert Seattle in groenere manieren van vervoer. Zo investeerde Seattle in vier jaar 36 miljoen dollar in fietspaden. Ook opende Seattle in 2009 zijn lightrail, die diverse stadsdelen met elkaar verbindt. Verder zijn trottoirs verbeterd en aangelegd, is het tramnetwerk uitgebreid en wordt elektrisch rijden gestimuleerd.
Om het milieu te verbeteren, stimuleert Seattle ook het planten van bomen. Zo kunnen de inwoners gratis bomen ophalen om thuis te planten. Dit project heeft sinds 2009 gezorgd voor 4.000 nieuwe bomen.

## Demografie
Seattle telde op 1 juli 2013 652.405 inwoners en is daarmee de op 21 na grootste stad van de Verenigde Staten. De bevolkingsdichtheid van de stad bedraagt 2615,5 inwoners/km² en de agglomeratie van Seattle telde in 2014 naar schatting 3.579.550 inwoners en is hiermee de 15e agglomeratie van de Verenigde Staten.

### 2010 census
In 2010 had Seattle 608.660 inwoners, waarvan 304.030 mannen (49,95%) en 304.630 vrouwen (50,05%). Vergeleken met andere grote Amerikaanse steden woonden er in Seattle relatief weinig mensen jonger dan 18 jaar (15,4%) en een relatief normaal aantal mensen ouder dan 65 jaar (10,8%). De helft van de bevolking was jonger dan 36,4 jaar. In de meeste grote Amerikaanse steden woonden meer zwarten dan blanken, maar in Seattle was 69,5% van de bevolking blank. Naast blanken woonden er ook redelijk veel Aziaten (13,8%) en Hispanics (6,6%) in Seattle. Zo'n 78,2 procent van de bevolking spreekt thuis voornamelijk Engels en ook dit was vergeleken met andere Amerikaanse steden erg veel. 1,9 procent van de bevolking van Seattle had in 2009 de Nederlandse nationaliteit.

### 2009 community survey
In Seattle maakte in 2009 376.954 mensen deel uit van de beroepsbevolking. Daarvan was 6,6 procent werkloos. Het gemiddelde inkomen per huishouden in Seattle was 87.707 dollar. Dit was meer dan het gemiddelde inkomen per huishouden in de Verenigde Staten, dat in 2004 60.528 dollar bedroeg. In Seattle leefden 6,8 procent van de families in 2009 onder de armoedegrens. 8,0 procent van de huishoudens had een gemiddeld inkomen van meer dan 200.000 dollar.
In Seattle bevonden zich 304.164 woningen, waarvan 21.684 woningen leegstonden (7,1%). De meeste van deze woningen waren voor 1960 gebouwd en 29,8 procent van de woningen waren zelfs voor 1939 gebouwd. De helft van de huizen in Seattle had een hogere waarde dan 453.000 dollar en 7 procent van de huizen was zelfs duurder dan één miljoen dollar. Van de 304.164 woningen werden er 143.593 woningen verhuurd (47%).
De inwoners van Seattle waren in 2009 vergeleken met de inwoners van andere grote steden hoog opgeleid. Zo had 56 procent een bachelor of hoger. In de andere grote Amerikaanse steden varieerde dit van 12,4 procent in Detroit tot 48,5 procent in Washington. Ook hadden gemiddeld veel mensen in Seattle de highschool afgerond. Dit was in 2009 92,5 procent.

## Economie

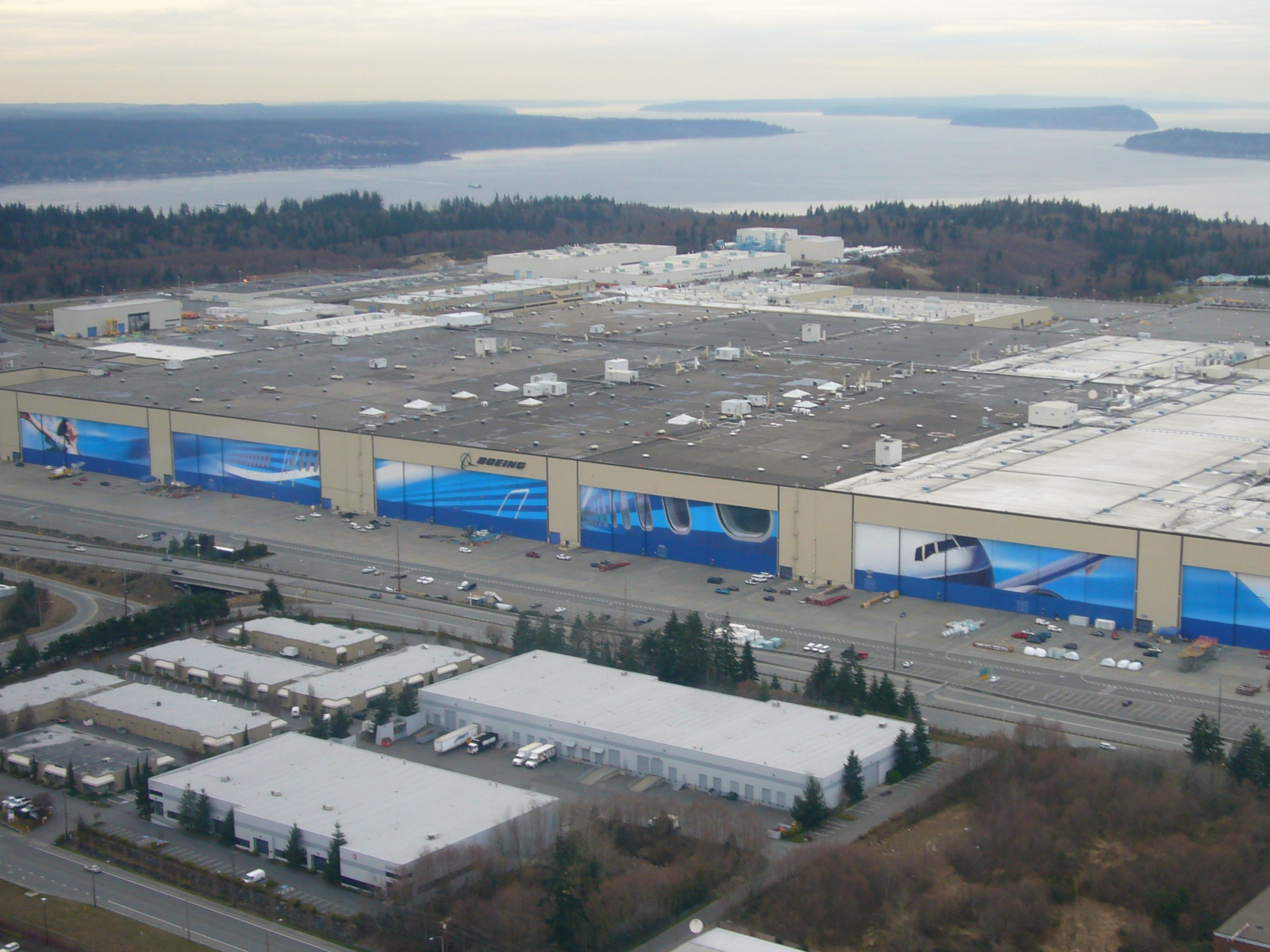
Assemblagehal van Boeing in Everett

Seattle is een belangrijk handelscentrum binnen de Verenigde Staten. Zo bevindt de op zeven na grootste haven van de Verenigde Staten zich in Seattle. Er zijn ook veel grote bedrijven die uit Seattle komen. In Seattle bevinden zich vier bedrijven uit de Fortune 500, namelijk Starbucks, Amazon.com, Nordstrom en Expeditors International. In de agglomeratie van Seattle bevinden zich acht bedrijven uit de Fortune 500 en tien bedrijven uit de top 2000 belangrijkste bedrijven ter wereld van Forbes. Dit zijn onder andere Microsoft en Expedia Group. Amazon.com (7) en Starbucks (19) stonden op de lijst van meest innoverende bedrijven van Forbes. Ook andere grote bedrijven als Bank of America, Boeing, Nintendo en Wells Fargo zijn in de agglomeratie van Seattle gevestigd. De grootste werkgever van Seattle is Boeing, die ongeveer 70.000 werknemers heeft, gevolgd door Microsoft met ongeveer 40.000 werknemers.
In 2007 waren er in de stad Seattle 73.997 bedrijven met in totaal 467.048 werknemers. In de agglomeratie van Seattle werken in totaal 1,93 miljoen mensen. De agglomeratie heeft een bmp van 218,77 miljard dollar. Een van de belangrijkste sectoren van de economie is de luchtvaart, mede omdat de assemblagehal van Boeing zich in het bijgelegen Everett bevindt. Naast deze assemblagehal zijn er verder nog 650 bedrijven, die met de luchtvaart te maken hebben. In de luchtvaart werkten in 2009 ongeveer 84.400 mensen en dit levert in de staat Washington een totale omzet van 32 miljard dollar op.
Een andere belangrijke sector is de informatie- en communicatietechnologie. Zo bevinden zich binnen de agglomeratie van Seattle de hoofdkantoren van Microsoft, Amazon.com en RealNetworks. Er zijn in totaal in de agglomeratie van Seattle 109.000 banen binnen de ICT en er wordt een omzet gemaakt van 13,6 miljard dollar.
Ook cleantech is een belangrijke sector. Zo werkten er in 2009 in de agglomeratie van Seattle 20.500 mensen binnen de cleantech. Binnen de cleantech speelt in Seattle vooral waterkracht een grote rol. Zo is het waterkrachtnetwerk van de staat de grootste ter wereld en wordt 73% van de elektriciteit van Washington opgewekt door waterkrachtcentrales.
Een andere sector, waarin veel mensen werken, is de toeristensector. In totaal werken er in deze sector 53.000 mensen.

## Politiek
| Bestedingen in 2014         | Bestedingen in 2014 | Bestedingen in 2014 |
| --------------------------- | ------------------- | ------------------- |
|                             |                     |                     |
| Doel                        | Geld (in miljoenen) | Percentage          |
| Voorzieningen en transport  | $ 2.536,5           | 58 %                |
| Administratie               | $ 618,4             | 14 %                |
| Fondsen en overige          | $ 55,6              | 1 %                 |
| Kunst, cultuur en recreatie | $ 291,5             | 7 %                 |
| Zorg en mens                | $ 158,9             | 5 %                 |
| Buurten en ontwikkeling     | $ 147,0             | 3 %                 |
| Veiligheid                  | $ 577,1             | 13 %                |

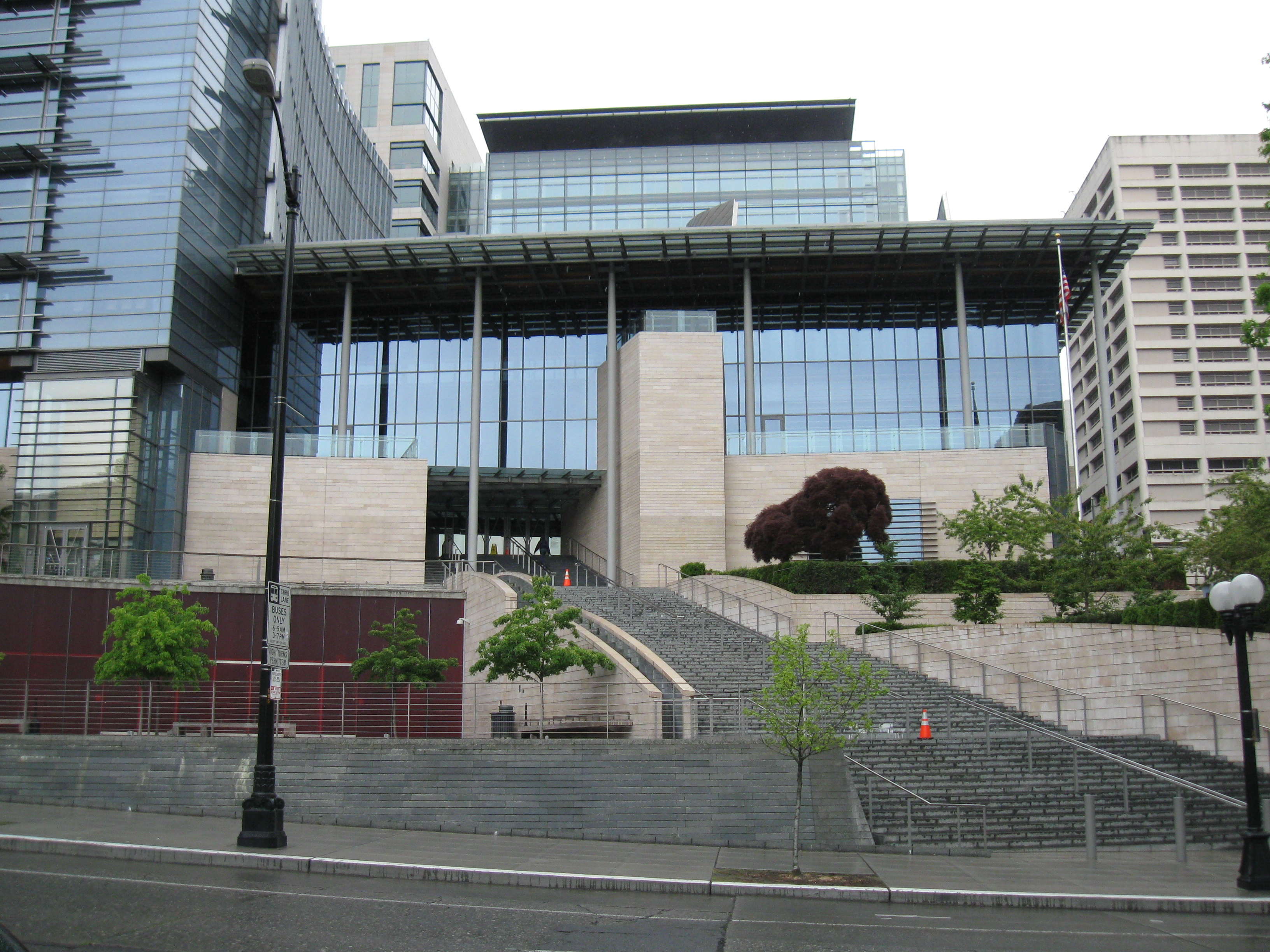
Stadhuis van Seattle

Het bestuur van Seattle is opgedeeld in vier machtsorganen. Dit zijn de burgemeester, de gemeenteraad, de rechtbank en de procureur-generaal. Het bestuur is onder andere verantwoordelijk voor wegenonderhoud, straatlantaarns, veiligheid en parken. Seattle heeft een bestuursapparaat sinds 2 december 1868. Dit bestuursapparaat werd aangesteld door de destijdse wetgevende macht van de staat Washington. Het bestuur van Seattle heeft in totaal meer dan 10.000 werknemers en een budget van 4,4 miljard dollar in 2014. In het onderstaande taartdiagram staan de bestedingen van 2014.

### Verkiezingen
In Seattle worden elke twee jaar verkiezingen gehouden. Deze verkiezingen vinden altijd in november plaats van een oneven jaar. Er zijn twee soorten verkiezingen, namelijk een verkiezing waarbij vijf gemeenteraadsleden worden gekozen en een verkiezing waarbij vier gemeenteraadsleden, de burgemeester en de procureur-generaal worden gekozen. Er zijn in Seattle in totaal 29 verkiezingen gehouden.

### Burgemeester
De burgemeester van Seattle heeft de uitvoerende macht. De huidige burgemeester van Seattle is Democraat Ed Murray. Hij is sinds 2014 burgemeester en won met 100.017 stemmen van de toen zittende burgemeester Michael McGinn, die 90.454 stemmen behaalde. De eerste burgemeester was Henry Atkins, die op 2 december 1869 werd aangesteld als burgemeester door de destijdse wetgevende macht van de staat Washington.

### Gemeenteraad
De gemeenteraad heeft de wetgevende macht en bestaat uit negen gemeenteraadsleden, waaronder één leider. De huidige leider van de gemeenteraad is Sally Clark. De eerste gemeenteraad werd aangsteld door de destijdse wetgevende macht van de staat Washington op 2 december 1869. De gemeenteraad bestond destijds uit zeven leden.

### Rechtbank
De rechtbank van Seattle is de Seattle District Court en heeft de rechterlijke macht. De rechtbank heeft zeven rechters, die elke vier jaar worden gekozen, en zes magistraten, die worden aangewezen. De rechtbank behandelt alleen kleinere zaken en mag ook geen gevangisstraf van meer dan een jaar of een boete van meer dan 5000 dollar geven.

### Procureur-generaal
De huidige procureur-generaal is Peter Holmes. De eerste procureur-generaal was Cornelius H. Hanford, die werd gekozen tijdens de gemeenteraadsverkiezingen. Zijn termijn begon op 3 augustus 1884.

### Wijkraad
Elk stadsdistrict in Seattle heeft een eigen wijkraad. Een wijkraad bespreekt onder andere oplossingen voor kleine problemen. Deze wijkraden bestaan sinds oktober 1987, toen de gemeenteraad een resolutie had aangenomen, die inhield dat elk stadsdistrict een eigen wijkraad zou krijgen om de bewoners van Seattle meer te betrekken bij de politiek.

## Symbolen

### Vlag
De vlag van Seattle is ontworpen door gemeenteraadslid Paul Kraabel en werd door de gemeenteraad aangenomen als officiële vlag van Seattle op 16 juli 1990. Op de vlag staat een afbeelding van het hoofd van opperhoofd Seattle en daarboven staat "City of Goodwill". Dit is Engels voor "stad met goede wil". Onder opperhoofd Seattle staat "Seattle". Op de vlag staan ook golvende witte lijnen. Deze symboliseren de golven van de Puget Sound.

### Zegel

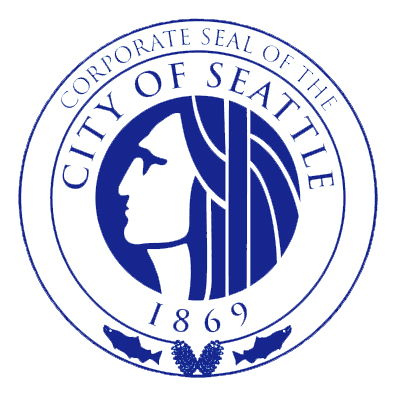
Zegel van Seattle

Het zegel van Seattle werd aangenomen als officiële zegel van Seattle in 1937 en is ontworpen door James A. Wehn. Het zegel toont het hoofd van opperhoofd Seattle. Om zijn hoofd heen staat "City of Seattle" en "1869", het jaar dat Seattle zijn eigen bestuur kreeg. Hieromheen staat weer "Corporate Seal of the", wat "zakelijke zegel van" betekent. Onderin op het zegel staan twee kegelvruchten en daarnaast twee zalmen.

### Motto
Seattle heeft twee stadsmotto's. Het eerste werd in 1937 aangenomen als officieel motto. Dit motto is The City of Flowers, wat Engels is voor de stad van de bloemen. Het tweede motto werd op 16 juli 1990 door de gemeenteraad aangenomen. Dit motto is The City of Goodwill, letterlijk staat dit voor welwillendheid, maar wat neerkomt op de stad die goed doet. Dit laatste motto werd aangenomen voordat de Goodwill Games in datzelfde jaar in Seattle werden gehouden.

### Lied
In mei 1909 stelde Arthur O. Dillon voor om zijn lied, "Seattle the Peerless City", aan te nemen als officieel lied van Seattle. Dit lied werd ook uiteindelijk door de gemeenteraad aangenomen als officieel lied van Seattle.

### Andere symbolen
Naast een vlag, een zegel, een motto en een lied heeft Seattle ook een officiële bloem en een officiële vogel. De officiële bloem, de dahlia, werd op 19 november 1913 aangenomen. De officiële vogel, de Amerikaanse blauwe reiger, werd door de gemeenteraad aangenomen op 17 maart 2003. De officiële vogel werd gekozen na een verkiezing, die werd georganiseerd door de "Seattle Audubon Society". Er kon worden gestemd in natuurcentra, parken en scholen. De Amerikaanse blauwe reiger won uiteindelijk van zijn grootste rivaal, de kraai.

## Toerisme

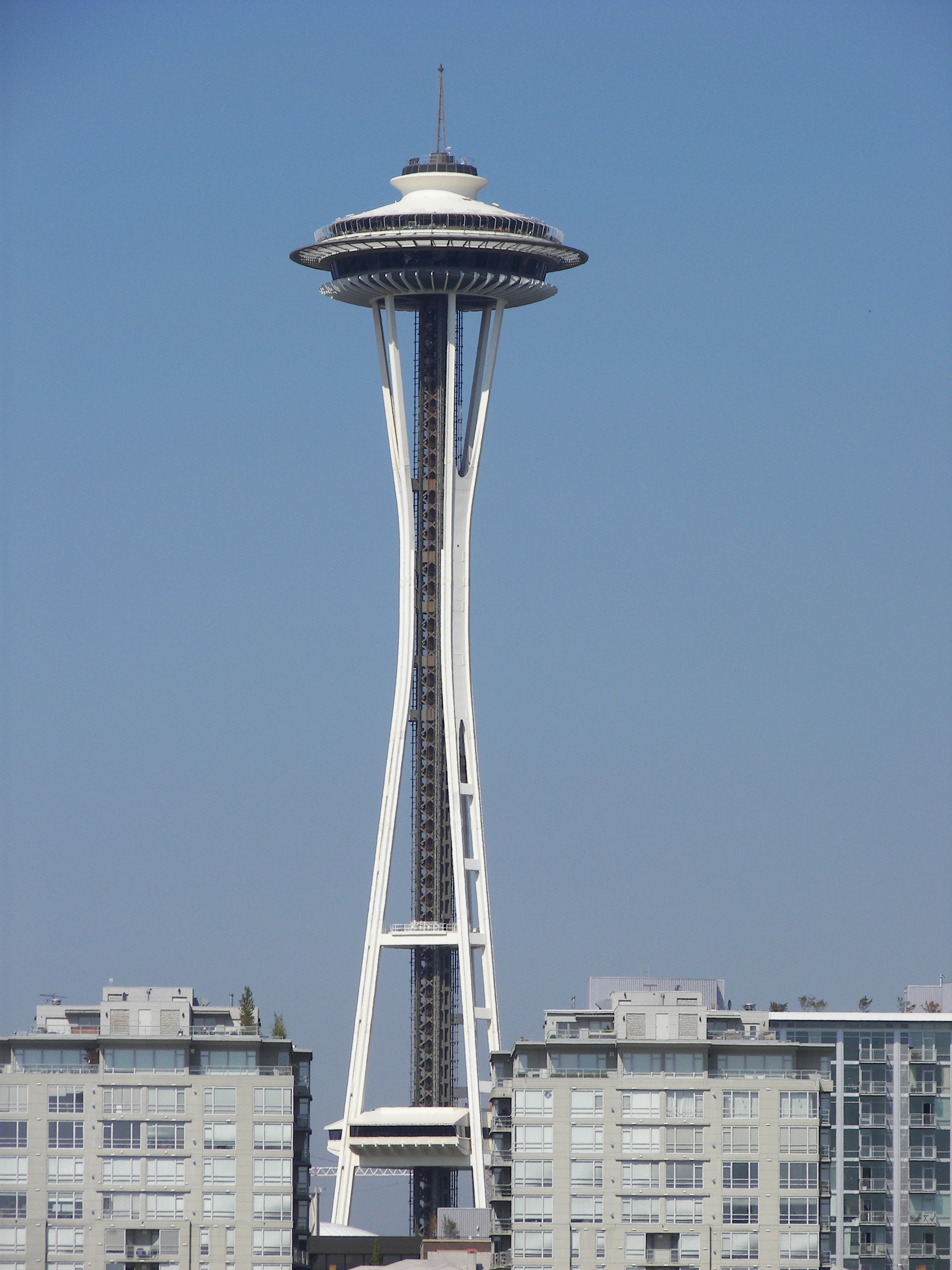
Space Needle (184 m)

Toerisme is een belangrijke inkomstenbron in Seattle. In totaal zijn er ongeveer 53.000 banen in Seattle binnen de toeristenindustie. In 2012 vierden 10,2 miljoen mensen vakantie in Seattle. In totaal gaven ze 5,9 miljard dollar uit, waarvan 479 miljoen dollar belasting was. Vergeleken met 2003 is het toerisme gegroeid, toen er 8,5 miljoen toeristen in de stad vakantie vierden en er door hen 3,77 miljard dollar werd uitgegeven.
In totaal zijn er bijna 35.000 hotelkamers King County. Het grootste hotel van Seattle is het Sheraton Seattle Hotel and Towers met in totaal 1.258 hotelkamers. Andere grote hotels zijn onder andere het Westing Seattle Hotel met 891 kamers en het Fairmont Olympic Hotel met 450 kamers.

### Bezienswaardigheden
- Chittenden Locks
- Klondike Gold Rush National Historical Park
- Museum of Flight
- Museum of History and Industry
- Museum of Pop Culture (MoPOP)
- Olympic Sculpture Park
- Pacific Science Center
- Pike Place Market
- Pioneer Square
- Seattle Aquarium
- Seattle Art Museum
- Seattle Asian Art Museum
- Seattle Great Wheel
- Seattle Underground
- Seattle Waterfront
- Space Needle
- Starbucks Pike Place Market
- Woodland Park Zoo[52][53][54]

## Cultuur

### Architectuur

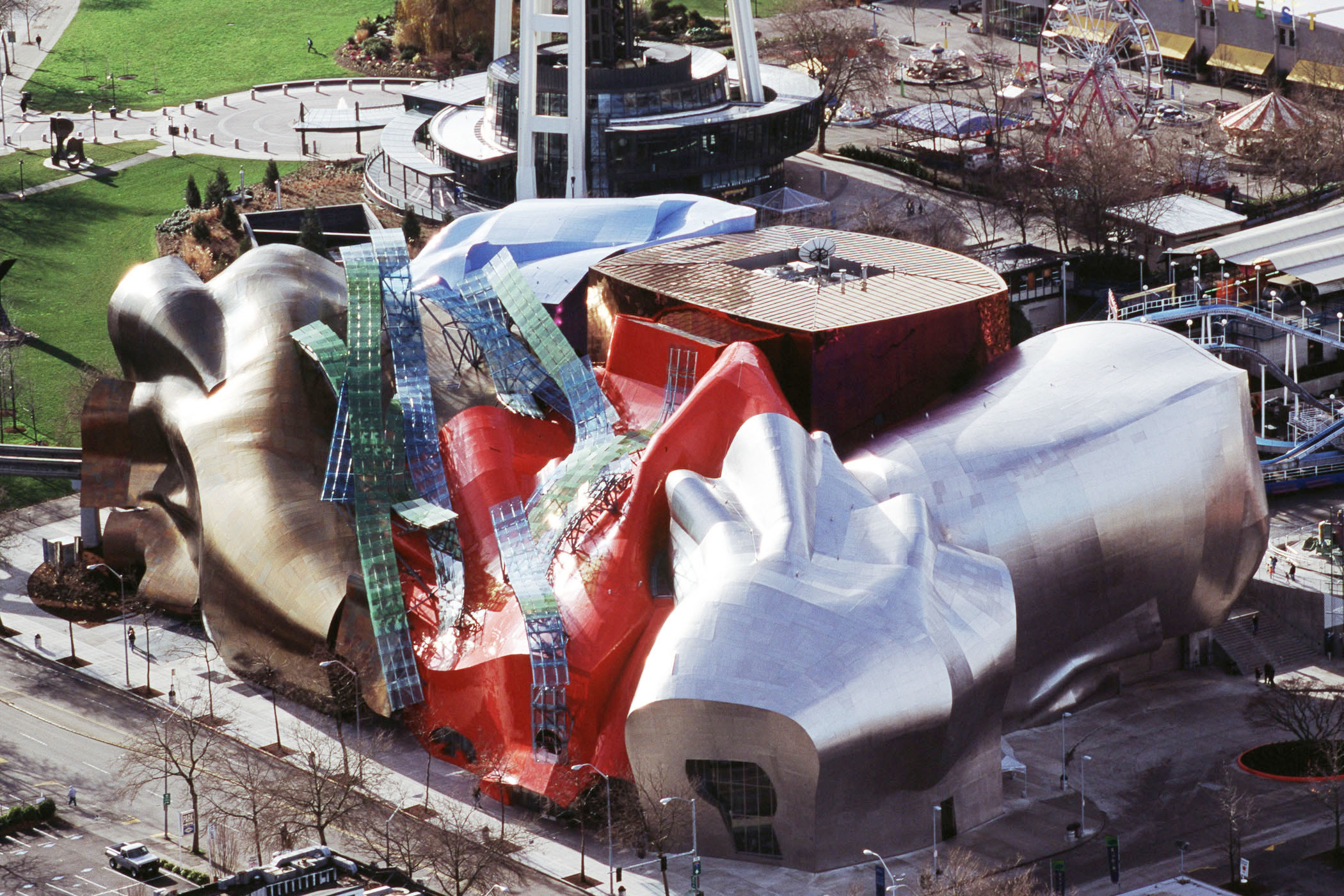
Het naast de Space Needle gelegen Experience Music Project

Bijna 70% van de gebouwen in Seattle is gebouwd tussen 1960 en 2000 en ongeveer 18% van de gebouwen is gebouwd voor 1940. Hiernaast heeft Seattle ook veel nieuwe gebouwen, waaronder het uit 2000 stammende Experience Music Project. Dit gebouw kostte in totaal 240 miljoen dollar en is ontworpen door Frank Gehry. Een ander modern en opvallend gebouw is de Central Library, die uit 2004 komt en is ontworpen door de Nederlandse Rem Koolhaas en door Joshua Ramus.

#### Stadssilhouet
Seattle telt 38 gebouwen die hoger dan 100 meter reiken en nog één andere constructie die ook hoger dan 100 meter reikt. Dit is de 184 meter hoge Space Needle. Van de gebouwen boven de 100 meter is de uit 1914 stammende Smith Tower het oudste gebouw. Dit gebouw is 140,8 meter hoog en het was de bedoeling dat dit gebouw het hoogste gebouw zou worden ten westen van de Mississippi, wat het uiteindelijk 17 jaar was tot de bouw van het Kansas City Power and Light Building.
Het hoogste gebouw van Seattle is sinds 1985 het 284,2 meter hoge Columbia Center. Dit gebouw staat naast de Seattle Municipal Tower, wat met 220,1 meter het op drie na hoogste gebouw is. In dit gebouw zijn tevens onderdelen van de gemeente gevestigd.

### Sport

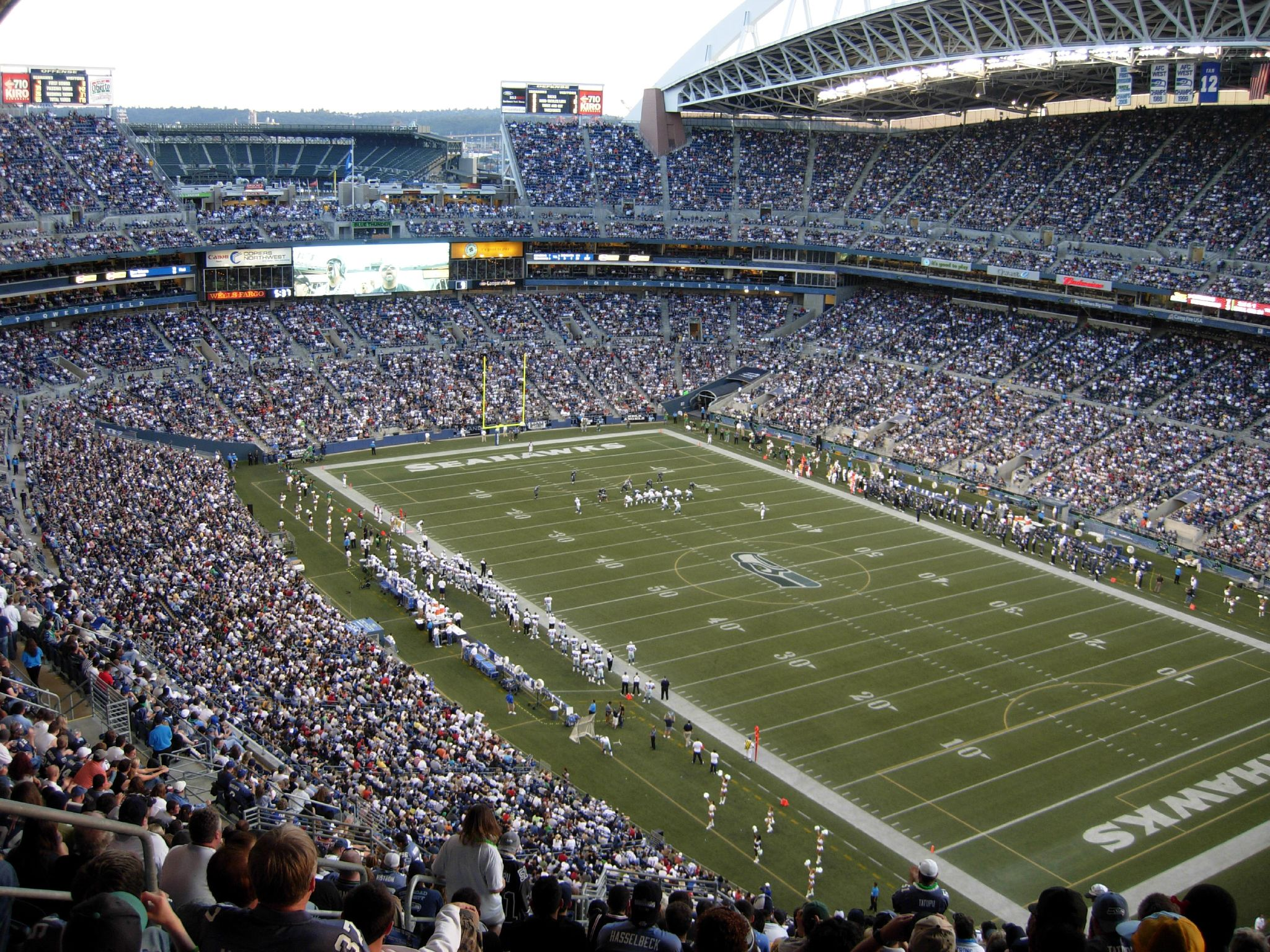
CenturyLink Field tijdens een Americanfootballwedstrijd

Seattle wordt vaak als een stad gezien met beroerde sportteams. Op een jaarlijkse lijst van Forbes met de beroerdste sportsteden van de Verenigde Staten stond Seattle in 2009, 2010, 2011 en 2013 op de eerste plaats en in 2008 en 2012 op de tweede plaats.
Het professionele Americanfootballteam van Seattle is de Seattle Seahawks, die op het op het CenturyLink Field spelen. De Seattle Seahawks hebben sinds hun oprichting in 1977 één keer de National Football League gewonnen, in 2014. Ze verschenen voor het eerst in de Super Bowl in 2006, toen ze met 10-21 verloren van de Pittsburgh Steelers. In 2014 wonnen ze de prijs, toen ze met 43-8 de Denver Broncos versloegen.
Seattle heeft ook een professioneel honkbalteam. Dit is de Seattle Mariners. Dit honkbalteam speelt sinds 1999 op het Safeco Field. De Seattle Mariners hebben sinds hun oprichting in 1977 nog nooit de Major League Baseball gewonnen. Het honkbalteam heeft wel één keer in 1995 de American League West, een competitie tussen honkbalteams uit het westen van de Verenigde Staten, gewonnen.
Seattle had tot 2008 ook een professioneel basketbalteam. Dit waren de Seattle SuperSonics, die de KeyArena als thuisbasis hadden. Dit basketbalteam stond één keer in 1978 in de finale van de National Basketball Association, toen ze met 3-4 van de Washington Bullets verloren. In 2008 verhuisde het team naar Oklahoma City en veranderde zijn naam in Oklahoma City Thunder. Vier jaar na de verhuizing in 2012 stond de Oklahoma City Thunder in de finale van de National Basketball Association. Ook heeft Seattle sinds 2000 een professioneel vrouwenbasketbalteam. Dit is Seattle Storm, die in 2010 de Women's National Basketball Association won.
Seattle Sounders FC is het professionele voetbalteam van Seattle en speelt op het CenturyLink Field. Het voetbalteam heeft sinds zijn oprichting in 2007 twee maal de Major League Soccer gewonnen, namelijk in 2016 en 2019.
In Seattle werd in 1952 en 1962 het WTA-toernooi US Hardcourt georganiseerd. Ook werden in de stad de Goodwill Games van 1990 gehouden. Een ander groot sportevenement, dat in Seattle werd gehouden, was WrestleMania XIX in 2003.
Seattle is ook de plek waar men het Geocaching HQ kan vinden. Geocaching is een spel waarbij men aan de hand van coördinaten en een gps-ontvanger op verschillende plaatsen in de wereld op zoek kan gaan naar geocaches. Een soort van schattenjacht in de echte wereld.

### Muziek
Seattle was vooral in de jaren 90 een belangrijke stad binnen de muziekindustrie. Dit kwam door het ontstaan van de muziekstroming grunge. De vier belangrijkste bands binnen deze stroming waren Alice in Chains, Nirvana, Pearl Jam en Soundgarden. Op Nirvana na komen al deze bands uit de stad Seattle. Nirvana werd opgericht in Aberdeen (op 170 km van Seattle). Zanger Kurt Cobain woonde in Seattle toen hij op 5 april 1994 daar zelfmoorde pleegde. Dat betekende het einde van de band Nirvana en ook de afname van de grunge-populariteit. Layne Staley, de frontman van Alice in Chains, overleed in Seattle aan een overdosis in 2002 (net als Kurt Cobain ook op 5 april). Op 18 mei 2017 pleegde zanger Chris Cornell van Soundgarden zelfmoord in Detroit. Hij was geboren en opgegroeid in Seattle. Dat betekent dat de in Seattle woonachtige Eddie Vedder nog de enige in leven zijnde zanger is van de 'grote 4' van de grunge-muziek. Voordat Pearl Jam werd opgericht speelden enkele bandleden in de uit Seattle afkomstige band Mother Love Bone. Door een overdosis van zanger Andrew Wood hield de band op te bestaan. Temple of the Dog (1990-1991) was een tijdelijke samenwerking tussen bandleden van Pearl Jam en Soundgarden als eerbetoon an Andrew Wood.
Kort na de zelfmoord van Kurt Cobain ontstond de postgrunge. De enige bekende postgrunge band uit Seattle is Candlebox. Ook voordat de grunge in Seattle ontstond, waren er bekende musici uit Seattle, waaronder de invloedrijke Jimi Hendrix.
Momenteel zijn er in Seattle twee belangrijke platenlabels gevestigd. Dit zijn Sub Pop, dat tevens het platenlabel van Nirvana en Soundgarden was, en Barsuk Records. Tegenwoordig is de rapper Macklemore een van de bekendste musici uit Seattle. Een nummer van hem, genaamd Thrift Shop, stond zowel in de Nederlandse Top 40 als in de Vlaamse Ultratop 50 op nummer één.

### Media
In Seattle zijn vijf regionale kranten en tijdschriften gevestigd, waarvan het dagblad The Seattle Times met een dagelijkse oplage van 229.764 de grootste is. Deze krant is tevens de 27e krant van de Verenigde Staten. De andere kranten en tijdschriften, die in Seattle zijn gevestigd, zijn: Blue City Monthly, Seattle Post-Intelligencer, Seattle Weekly (oplage 78.000) en The Stranger (oplage 81.000). Van deze kranten is de in 1863 opgerichte Seattle Post-Intelligencer de oudste. Deze krant is nu alleen nog maar online te verkrijgen.
In Seattle zijn 28 radiozenders gevestigd, die bij de Federal Communications Commission bekend zijn. KJR is hiervan de oudste radiozender en is opgericht op 9 maart 1922. Naast radiozenders heeft Seattle ook zes televisiezenders, die bekend zijn bij de Federal Communications Commission. Dit zijn: KCTS-TV, KFFV, KING-TV, KIRO-TV, KOMO-TV en KZJO. KING-TV werd opgericht op 25 november 1948 en is daarmee de oudste televisiezender van Seattle.
Ook zijn er in Seattle acht uitgeverijen gevestigd, waaronder ook de uitgever van de Universiteit van Washington, genaamd University of Washington Press.
Er zijn ook diverse films en televisieseries die zich afspelen in Seattle. Bekende televisieseries die zich in Seattle afspelen zijn onder andere: The Killing, Frasier, Grey's Anatomy, Station 19, John Doe, Dark Angel, Dead Like Me, Life As We Know It, The 4400, iCarly, Kyle XY en Reaper. Bekende films die zich in Seattle afspelen zijn: Sleepless in Seattle, An Officer and a Gentleman, Singles, Practical Magic, The Ring, 10 Things I Hate About You en de Fifty Shades-trilogie.

### Eten en drinken
In Seattle en omgeving bevinden zich bijna 9.000 restaurants, wat vergeleken met het aantal inwoners relatief veel is. Zo stond Seattle op de vijfde plaats op een lijst van Amerikaanse steden met het hoogste aantal restaurants per inwoner. Alleen San Francisco, Fairfield County (Connecticut), Long Island en New York hadden meer restaurants per inwoner. Het aantal bars per inwoner in Seattle is vergeleken met andere Amerikaanse steden laag. Onder deze restaurants zijn ook veel fastfoodrestaurants zoals McDonald's, Subway, Kentucky Fried Chicken, Pizza Hut en Dick's. Deze laatste is alleen in actief in de omgeving van Seattle. Hiernaast zijn er ook veel koffiehuizen van Starbucks in Seattle.

## Onderwijs

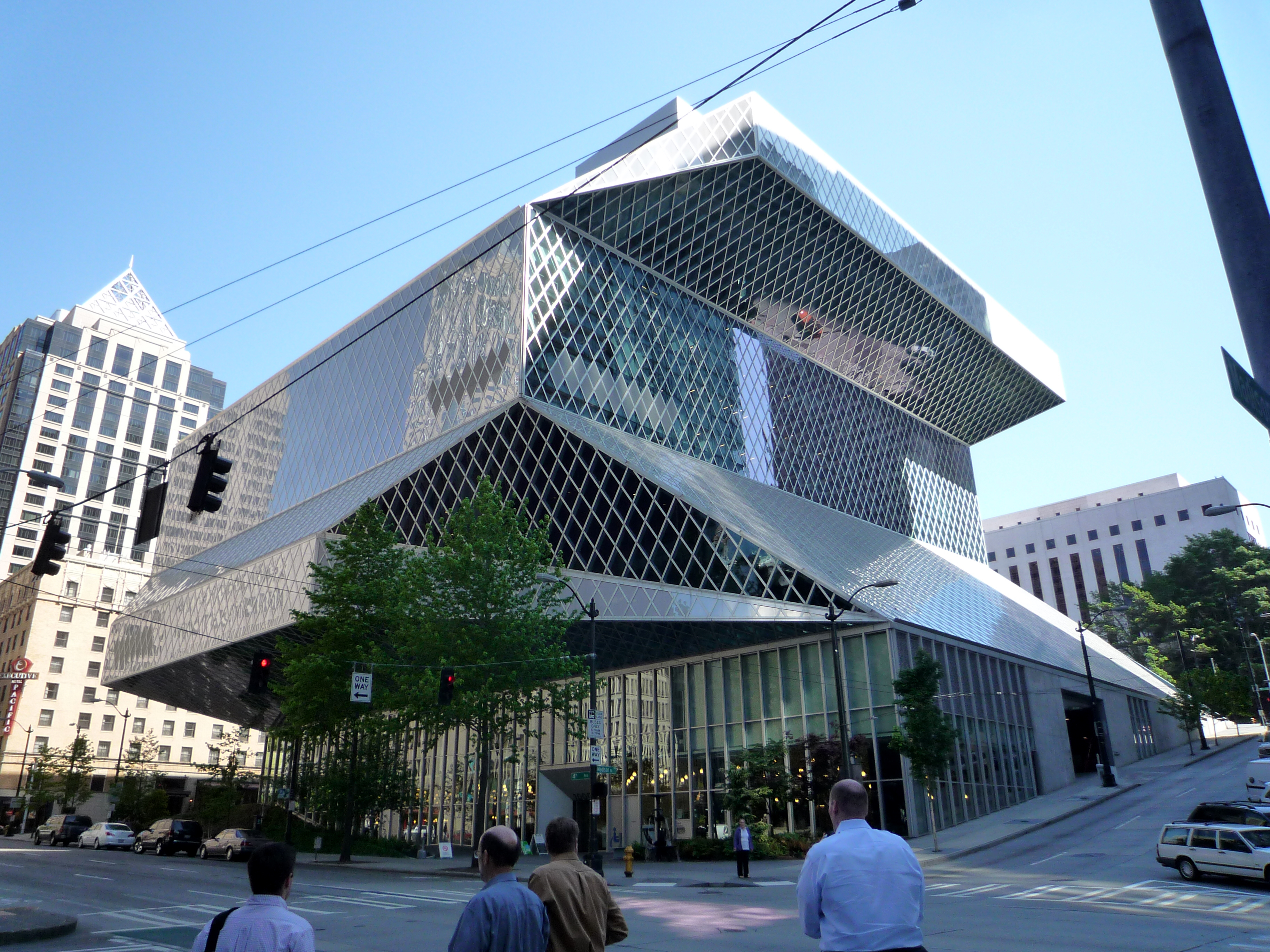
Central Library

In Seattle bevinden zich ongeveer 200 elementary, middle en high schools, waarvan ongeveer 105 privéscholen. Deze scholen hebben in totaal 71.520 leerlingen. Hiervan zitten 49.870 scholieren op een publiekse school en 21.650 leerlingen op een privéschool. In Seattle zijn ook 16 hogescholen en acht universiteiten gevestigd, waarvan de Universiteit van Washington met 43.485 studenten de grootste is. Op deze acht universiteiten zitten in totaal ongeveer 59.000 studenten. Hiernaast verschaffen ze ook bijna 13.000 banen.
De Seattle Public Library heeft in Seattle 28 vestigingen, waarvan de grootste de Central Library is. De Central Library is gevestigd in een futuristisch gebouw en beschikt over een collectie van meer dan 1,2 miljoen boeken. De gemeente geeft jaarlijks meer dan 50 miljoen dollar uit aan de bibliotheken. De eerste bibliotheek werd geopend in april 1869, maar de "Seattle Library Association" bestaat sinds 7 augustus 1868.
Seattle is een UNESCO City of Literature.

## Gezondheidszorg
Het geboortecijfer van Seattle was 12,9 in 2011. In datzelfde jaar was het sterftecijfer 7,0. Vergeleken met 1980 zijn zowel het geboortecijfer als het sterftecijfer gedaald, maar het sterftecijfer is het meest gedaald. Het geboortecijfer lag toen op 13,2 en het sterftecijfer op 11,5. Ook het zuigelingensterftecijfer is fors gedaald. Dit bedroeg in 1995 nog 7,0 en in 2011 3,9. De levensverwachting in Seattle is behoorlijk hoog en lag voor mannen op 77,5 jaar en voor vrouwen op 81,9 jaar. Seattle heeft zelfs van alle grote Amerikaanse steden de op vier na hoogste levensverwachting.
In Seattle bevinden zich in totaal 33 ziekenhuizen. Op een lijst van U.S. News & World Report stond het "University of Seattle Medical Center" op de eerste plaats van beste ziekenhuizen van Seattle.

## Veiligheid

### Politie

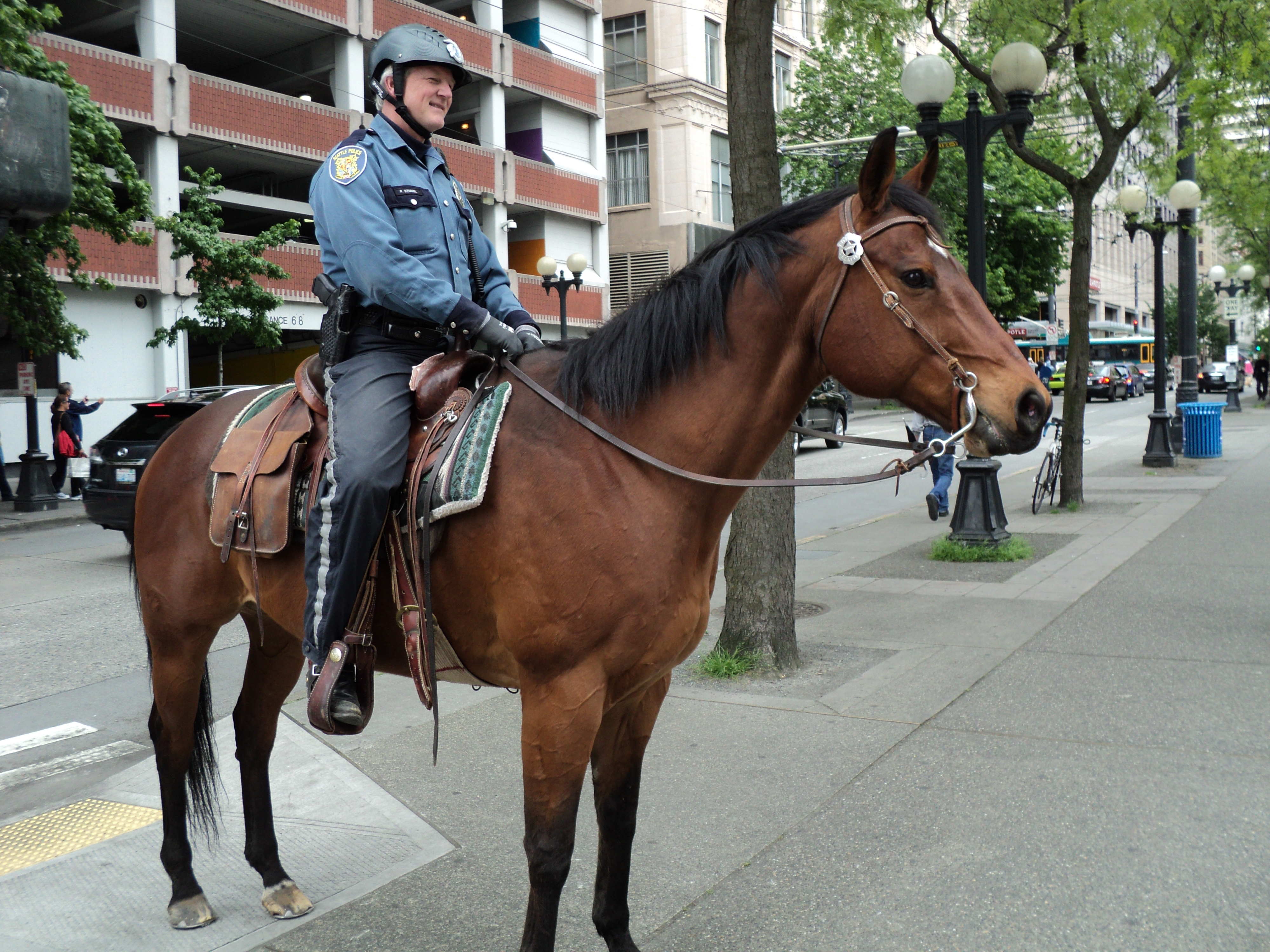
Politie te paard

De politie van Seattle bestaat sinds 2 december 1886, maar het gebied had hiervoor sinds 1861 een marshal. De politie bestaat momenteel uit 1870,75 fte, waarvan 868 fte uit politieagenten, 548,75 uit burgeragenten, 195 fte uit detectives, 147 fte uit sergeanten, 44 fte uit politiepersoneel in opleiding, 43 fte uit luitenants, 18 fte uit kapiteins en 7 fte uit het bestuur bestaat. Hieronder vallen de 29 werknemers van de SWAT, parkeercontroleurs en de 15 werknemers van het hondenteam. Seattle is opgedeeld in vijf politiedistricten, namelijk North, West, East, South en Southwest. Ook heeft Seattle een waterpolitie. In het politiedistrict West staat het hoofdkantoor van de politie.
De laatste jaren zijn criminele activiteiten in Seattle sterk afgenomen. Zo werden er in 1988 meer dan 70.000 misdaden gepleegd, waar dit aantal in 2012 ongeveer 35.000 was. Autodiefstallen namen de laatste jaren het meeste af. Zo werden er in 2000 per 100.000 inwoners bijna 1500 auto's gestolen. Dit was in 2009 met 63% afgenomen tot nog geen 550. Sinds 2000 is ook het aantal moorden en verkrachtingen met bijna 50% afgenomen. Het aantal overvallen en inbraken is sinds 2000 wel gestegen. Momenteel worden de meeste misdaden gepleegd in en rond Downtown. Ook rond het University District worden veel misdaden gepleegd.
De alarmcentrale werd in 2009 in totaal meer dan 800.000 gebeld en bij een noodgeval was de gemiddelde aanrijtijd 6,5 minuten.

### Brandweer
De brandweer van Seattle bestaat sinds 17 oktober 1889 en heeft momenteel 33 kazernes. Het materieel van de brandweer bestaat uit 33 brandweervoertuigen en het aantal werknemers ligt op 1.065, waarvan 84 vrijwilligers. Naast dat de brandweer branden blust, verleent zij ook medische hulp. Hiervoor zorgt het in 1970 gestarte "Medic One Program". In 2012 verleende de brandweer in totaal 69.082 keer medische hulp, waarvan 49.696 reanimaties. De brandweer ging in totaal in het jaar 2012 naar 12.651 branden. Vergeleken met 1995 is het aantal reanimaties flink toegenomen, maar andere vormen van medische hulp zijn ongeveer gelijk gebleven. Zo verleende de brandweer in 1995 in totaal 50.528 keer medische hulp, waarvan 32.084 reanimaties. Het aantal branden is vergeleken met 1995 afgenomen. In 1995 ging de brandweer namelijk naar 14.737 branden.

## Transport

### Autoverkeer

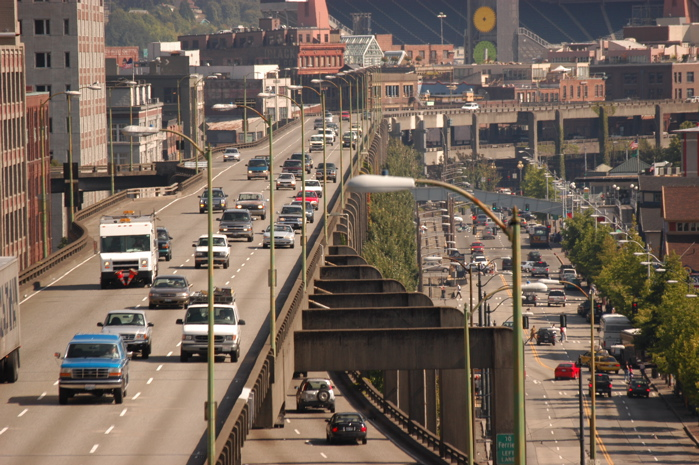
Alaska Way Viaduct, een dubbeldeks snelweg

Het autoverkeer in Seattle is behoorlijk druk. Amerikaans dagblad USA Today zette Seattle in 2013 op de achtste plaats van Amerikaanse steden met het drukste verkeer. Desalniettemin is de doorstroming van het autoverkeer in Seattle geleidelijk verbeterd. Zo kreeg Seattle van USA Today een "congestion score" van 17,6 in 2013 en van 19,6 in 2012, waarbij een lager getal beter is. Ondanks de stijging van het aantal inwoners met meer dan 60.000 sinds 2000, daalde het gemiddelde aantal auto's dat de weg op ging tussen 2000 en 2011, met ongeveer 4%. Het aantal mensen dat met het openbaar vervoer ging steeg tussen 2000 en 2011 met meer dan 28%.
In Seattle zijn parkeerplaatsen behoorlijk duur. Een parkeerplaats in Seattle voor een maand kostte in 2012 gemiddeld 294 dollar en hiermee stond het op de vijfde plaats van duurste parkeersteden in de Verenigde Staten. Er zijn in Seattle ook parkeergarages, waarvan zes meedoen aan het in september 2010 gestarte "e-Park". Dit project zorgt voor borden, die aangeven hoeveel parkeerplaatsen er in een parkeergarage vrij zijn.

### Fietsverkeer
Door Seattle lopen diverse fietspaden en ook langs een aantal grote wegen zijn fietspaden. Op een lijst uit 2012 van Bicycling.com, waarop de meest fietsvriendelijke Amerikaanse steden stonden, stond Seattle op de 10e plaats. Dit komt deels, omdat Seattle investeert in zijn fietsnetwerk. In vier jaar investeerde het Seattle Department of Transportation bijna 36 miljoen dollar in het fietsnetwerk van Seattle. Seattle heeft momenteel 208 kilometer aan niet van de weg gescheiden fietspaden en 158 kilometer aan gescheiden fietspaden. Er is ook geïnvesteerd in parkeerplaatsen voor fietsen en momenteel zijn er ongeveer 2.230 parkeerplaatsen voor fietsen in Seattle.

### Taxivervoer
In Seattle zijn er vergeleken met andere Amerikaanse steden weinig taxi's. Grote taximaatschappijen in Seattle zijn: Orange Cab, Farwest Taxi, STITA Taxi, Graytop Cab, Green Cab en Yellow Cab. Van deze taximaatschappijen heeft Yellow Cab in totaal 380 taxi's, Orange Cab in totaal 170 taxi's en STITA Taxi meer dan 160 taxi's. Bij STITA Taxi bestaat een deel van de vloot uit groene taxi's, waaronder de Toyota Prius.

### Spoorwegen
De opening van de eerste spoorweg van Seattle begon op 22 maart 1872 en sindsdien zijn er diverse nieuwe spoorwegen aangelegd. Momenteel zijn er drie spoorwegmaatschappijen die rails bezitten in Seattle. Dit zijn UP, BDTL en BNSF. In Seattle bevindt zich één treinstation. Dit is King Street Station en ligt in het zuiden van het centrum. Op dat station stopt een intercity, genaamd Amtrak Cascades, die van Vancouver naar Eugene gaat. Ook is King Street Station het begin van de intercity, genaamd Empire Builder, die naar Chicago gaat. Naast de Empire Builder start er in Seattle ook een intercity, genaamd Coast Starlight, die naar Los Angeles gaat. Deze drie de intercity's worden geëxploiteerd door Amtrak, die op de spoorweg van BNSF rijdt. Het traject van BNSF wordt ook geëxploiteerd door twee stoptreinlijnen van Sound Transit. De ene stoptreinlijn start in Everett en de andere stoptreinlijn start in Lakewood. Beide lijnen eindigen in Seattle.
Naast het traject van de BNSF loopt door Seattle ook het traject van UP, die in Seattle eindigt. Dit traject is bedoeld om goederen te vervoeren en heeft een maximum toegestaan gewicht van 158 ton. Hiernaast is er ook nog het traject van BDTL. Dit traject is erg klein en was voor 1997 van BNSF. BNSF vond het spoor niet meer lucratief genoeg en besloot het weg te doen. De bedrijven die aan deze spoorlijn waren gevestigd kochten de spoorlijn onder de naam BDTL. Momenteel rijdt er één trein op het traject. Dit is de EMD SW1.

### Lightrail

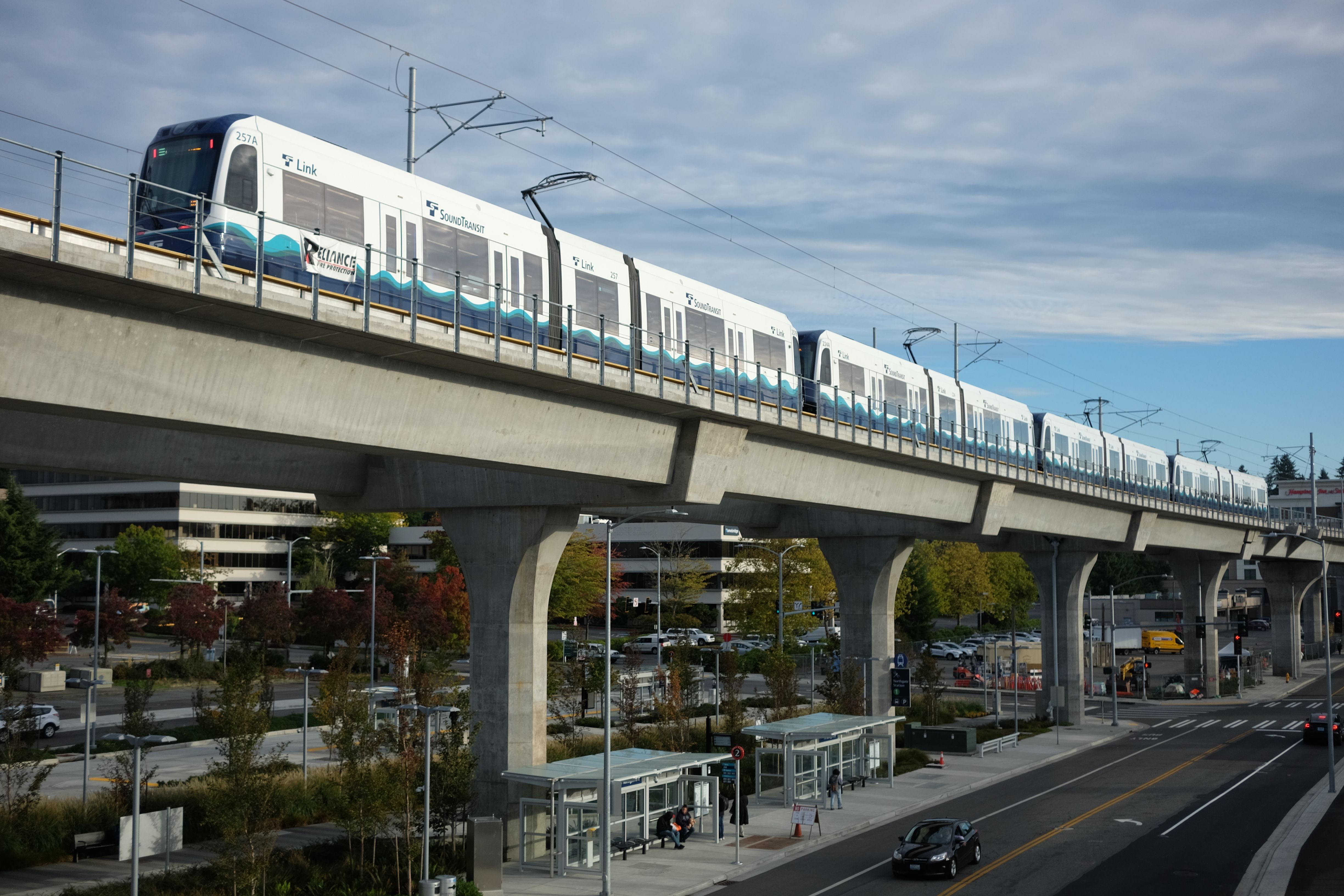
Lightrail van Sound Transit

Op 18 juli 2009 opende Sound Transit de lightrail van Seattle, genaamd Central Link light rail. Deze lightrail is 25,1 km lang en aan de lightrail bevinden zich 13 stations. Deze 25,1 kilometer lange lightrail kostte in totaal 2,9 miljard dollar. De huidige lightrail loopt van het Westlake Center in Downtown naar Seattle-Tacoma International Airport.
Sound Transit gaat de lightrail in het noorden, oosten en zuiden uitbreiden. Dit plan heet ST2 en de totale kosten worden geschat op 12,1 miljard dollar. De uitbreidingen hebben een totale lengte van ongeveer 58 kilometer. In het noorden wordt de lightrail van het huidige eindstation West Center naar Lynnwood verlengd. Door deze uitbreiding zullen er rond de zeven stations bij komen. De verschillende nieuwe stations worden volgens de planning geopend tussen 2016 en 2023. De uitbreiding naar het oosten gaat van het International District Station in Seattle via Bellevue naar het hoofdkantoor van Microsoft in Redmond. Door deze uitbreiding komen er tien nieuwe stations bij, die volgens planning zullen openen in 2023. De uitbreiding in het zuiden zorgt voor één nieuw station en begint bij de luchthaven van Seattle. De opening van deze uitbreiding is gepland in het einde van 2016.

### Monorail

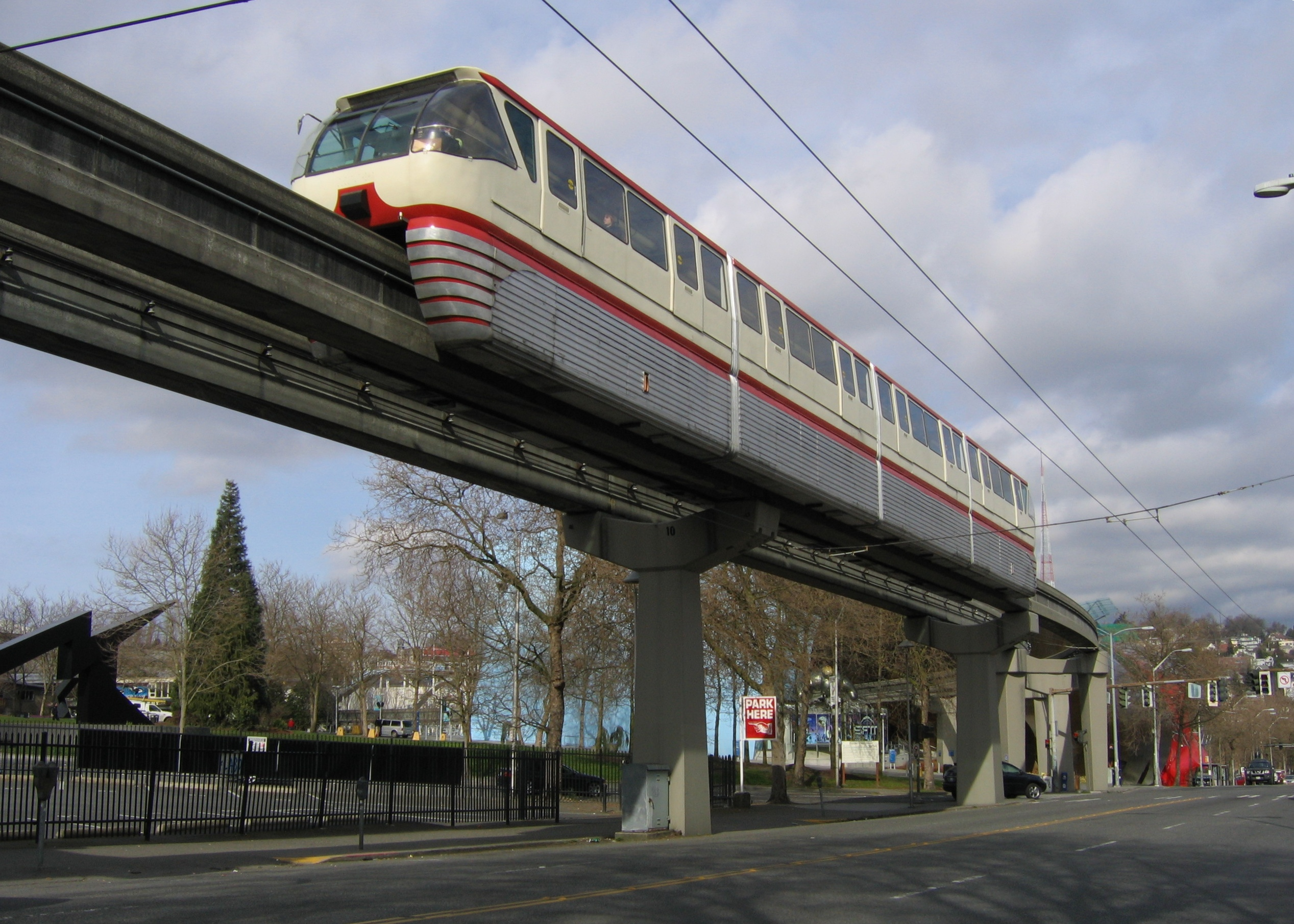
Monorail (2008)

Op 24 maart 1962, ongeveer één maand voor het begin van de Wereldtentoonstelling van 1962, presenteerde Seattle zijn nieuwe monorail, waarvan de bouw in april 1961 was begonnen. De bouw van de monorail kostte in totaal 3,5 miljoen dollar. De monorail loopt van het Seattle Center, waarvan de Space Needle onderdeel is, naar het Westlake Center en is in totaal 1,9 kilometer lang. De monorail heeft alleen een begin- en een eindstation en vervoert per jaar ongeveer twee miljoen passagiers.

### Tram

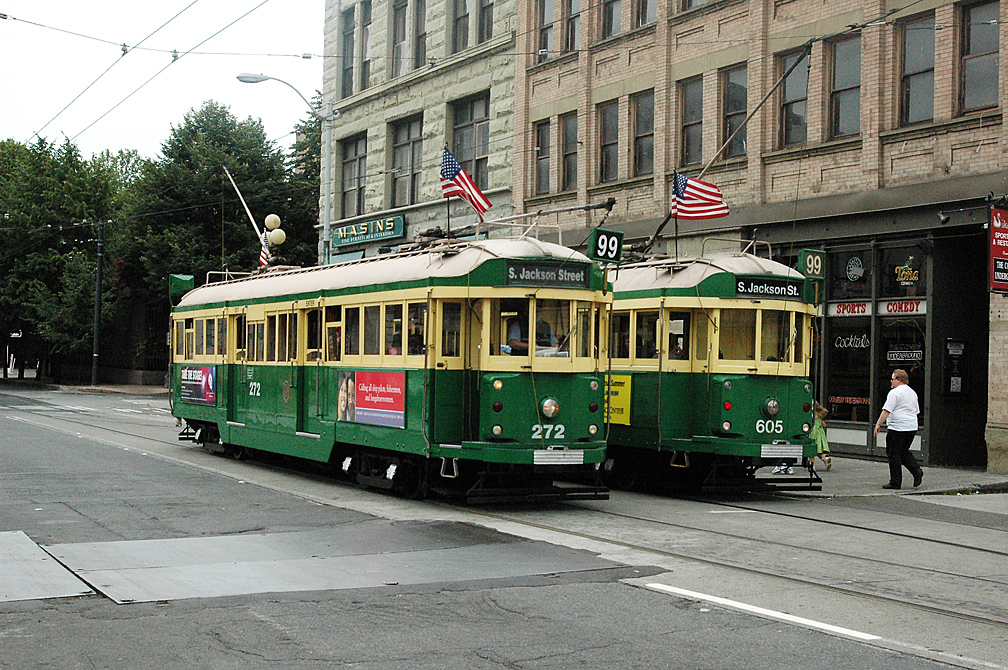
Waterfront Streetcar

De eerste paardentramlijn in Seattle werd geopend op 23 september 1884, maar deze lijn is niet meer in gebruik. De oudste nog bestaande tramlijn van Seattle is de Waterfront Streetcar, die werd geopend op 29 mei 1982. Deze lijn had op zijn hoogtepunt vijf trams. Aan de lijn bevonden zich negen tramhaltes, waarvan één is gesloopt. De tramlijn had een lengte van 2,6 kilometer, maar werd 640 meter verlengd in 1990. De lijn loopt van Chinatown naar Waterfront Pier 70 en ging uit dienst op 18 november 2005. Wanneer de tram weer in dienst gaat is nog onbekend.
Momenteel is er één tramlijn in dienst. Dit is de South Lake Union Streetcar met een lengte van 4,2 kilometer. De tramlijn is in bezit van King County Metro en loopt van het Westlake Center in Downtown naar Fairview Ave N. Aan de tramlijn bevinden zich 11 tramhaltes. De South Lake Union Streetcar is in gebruik sinds de opening op 12 december 2007. Naast deze tramlijn wordt er nog een tramlijn aangelegd. Dit is de First Hill Streetcar, waarvan de aanleg begon in april 2012. Deze lijn heeft tien tramhaltes en loopt van de wijk Capitol Hill naar Pioneer Square in Downtown. De tramlijn wordt ongeveer vier kilometer lang en de opening staat gepland in 2014. Voor deze lijn is ook een verlenging gepland, de Broadway Extension. Deze uitbreiding houdt maximaal vier extra tramhaltes in. De opening van deze uitbreiding staat gepland in 2016.
King County Metro is van plan nog meer tramlijnen aan te leggen.

### Bussen
Door Seattle lopen bijna 200 buslijnen, waarvan ongeveer 15 voor trolleybussen zijn bestemd. Onder deze bijna 200 buslijnen zijn ook drie RapidRide-buslijnen, waarvan de laatste op 14 februari 2014 opende. Een RapidRide-buslijn is een buslijn, waar extra vaak bussen komen. In het centrum van Seattle bevindt zich de Downtown Seattle Transit Tunnel. Dit is een tunnel, waardoor 16 buslijnen lopen. In de Downtown Seattle Transit Tunnel bevinden zich vijf bushaltes en de tunnel loopt van het International District naar Convention Place.
De buslijnen in Seattle worden beheerd door King County Metro.

### Watertaxi's
De watertaxi van Seattle heeft twee lijnen, de Vaston Route en de West Seattle Route. De Vashon Route gaat van Pier 50 in Downtown naar Vashon Island en de West Seattle Route gaat van Pier 50 naar Seacrest Park in Seattle. De watertaxi's worden beheerd door King County Metro. In totaal zijn er op de lijnen drie watertaxi's, waarvan één reserve.

### Luchtvaart
Seattle beschikt over drie vliegvelden, waarvan Seattle-Tacoma International Airport in SeaTac veruit de grootste is met in 2012 meer dan 33,2 miljoen passagiers en in 2011 meer dan 300.000 vliegbewegingen. Dit vliegveld wordt sinds de opening in 1944 beheerd door de Port of Seattle. Seattle-Tacoma International Airport ligt hemelsbreed ongeveer 17,5 kilometer van Downtown en is te bereiken met de auto, de taxi, de lightrail en de bus.
De andere twee vliegvelden zijn Boeing Field en Kenmore Air Harbor Seaplane Base. Boeing Field wordt beheerd door King County en heeft per jaar gemiddeld 200.000 vliegbewegingen. Het ligt hemelsbreed ongeveer 8,5 kilometer ten zuiden van Downtown en is bereikbaar met de auto, de taxi en de bus. Kenmore Air Harbor Seaplane Base is een watervliegveld, die Lake Union als landingsbaan heeft. Dit watervliegveld wordt alleen gebruikt door Kenmore Air.

### Haven
Seattle beschikt over de op zeven na grootste haven van de Verenigde Staten en deze wordt uitsluitend gebruikt voor goederenvervoer. De meeste passagiersschepen vertrekken vanaf een van de pieren in Downtown. Op een van deze pieren is een cruisemaatschappij gevestigd. In 2012 vertrokken van deze cruisemaatschappij iets meer dan 200 schepen met ruim 900.000 passagiers. De stad beschikt ook over twee grote jachthavens.

## Stedenbanden
- Kobe (sinds 1957)
- Bergen (sinds 1967)
- Tasjkent (sinds 1973)
- Beër Sjeva (sinds 1977)
- Mazatlán (sinds 1979)
- Nantes (sinds 1980)
- Christchurch (sinds 1981)
- Mombassa (sinds 1981)
- Chongqing (sinds 1983)
- Limbe (sinds 1984)
- Galway (sinds 1986)
- Reykjavik (sinds 1986)
- Daejeon (sinds 1989)
- Cebu City (sinds 1991)
- Kaohsiung (sinds 1991)
- Pécs (sinds 1991)
- Perugia (sinds 1991)
- Soerabaja (sinds 1992)
- Gdynia (sinds 1993)
- Hải Phòng (sinds 1996)
- Sihanoukville (sinds 1999)[40]